# Affaire Dominici
« L'Affaire Dominici » redirige ici. Pour les autres significations, voir L'Affaire Dominici (homonymie).
 (octobre 2022).
- Si vous ne connaissez pas le sujet, laissez ce bandeau (vous pouvez alors contacter les auteurs).
- Si vous supprimez le contenu mis en cause (vous pouvez préalablement contacter les auteurs),

argumentez précisément cette suppression dans la page de discussion
(un manque de référence n'est pas un argument ; une recherche réelle de référence doit avoir été effectuée, être formellement documentée).
L'affaire Dominici est une affaire criminelle survenue en France au milieu du XXe siècle, qui a donné lieu à des contre-enquêtes détaillées, emblématiques du journalisme d'investigation. Dans la nuit du 4 au 5 août 1952, trois Britanniques, Sir Jack Drummond, scientifique de 61 ans, son épouse Anne Wilbraham, 45 ans, et leur fille de 10 ans, Elizabeth, sont assassinés près de leur voiture à proximité de La Grand'Terre, la ferme de la famille Dominici, sur la commune de Lurs dans le département des Basses-Alpes (actuelles Alpes-de-Haute-Provence). Malgré les lacunes de l'enquête policière, le patriarche Gaston Dominici est accusé du triple meurtre et condamné à mort en 1954. 
Le 14 juillet 1957, le président de la République René Coty a commué la peine capitale en travaux forcés à perpétuité et le 13 juillet 1960, le général de Gaulle a gracié et libéré Gaston Dominici. L'affaire fut suivie par de nombreux journalistes, tant français qu'étrangers. Le fait que l'accusé parlait provençal et connaissait peu le français encourage pour certains la thèse de l'erreur judiciaire, d'autant que ses dépositions et prétendus aveux ont été rédigés en français alors qu'il répondait aux questions en provençal et ne pouvait pas vérifier les propos lui étant attribués.

## Historique

### Les protagonistes
Gaston Dominici : né le 22 janvier 1877 à Digne-les-Bains et d'origine italienne, il est le fils illégitime d'une blanchisseuse. Il épouse Marie Germain dite « la Sardine » (1879-1974) en octobre 1903 et il a avec elle neuf enfants : Ida (1904-1986), Clovis (1905-1959), Augusta (1907-2008), Gaston (1909-2002), Clotilde (1911-2004), Marcel (1913-1999), Germaine (1915-1972), Gustave (1919-1996) et Aimé Dominici (1922-2017). Il fait l'acquisition de la Grand'Terre en 1931 après avoir été, entre autres, métayer dans une exploitation à Ganagobie. Il est considéré comme un patriarche autoritaire et peu loquace. Son casier judiciaire, au moment du triple meurtre, est vierge. Il est décédé le 5 avril 1965.
Gustave Dominici : considéré comme le fils favori de Gaston, Gustave Dominici, né le 15 août 1919 à Digne-les-Bains, vit à la Grand'Terre avec ses parents, son épouse Yvette et leur fils Alain, âgé de dix mois. Il est agriculteur et maçon. Il décédera en 1996. 
Yvette Dominici née Barth : née en 1932, elle se marie avec Gustave Dominici en janvier 1950. Vivant à la Grand'Terre avec son mari et sa belle-famille, elle a toujours entretenu une bonne relation avec Gaston Dominici.
Clovis Dominici : né le 25 juin 1905 à Brunet, Clovis Dominici est le fils aîné de Gaston Dominici. Peu apprécié et délaissé par son père avec lequel il n'est pas en bons termes, il reste néanmoins proche de son frère cadet Gustave et de sa belle-sœur Yvette. Poseur de voies sur la ligne PLM (SNCF), il réside à Peyruis au moment des faits. Il décédera en 1959. 
Roger Perrin : surnommé Zézé, il est le fils de Germaine Dominici, le petit-fils de Gaston et le neveu de Gustave et Clovis. Il est âgé de 17 ans au moment du triple meurtre.
Edmond Sébeille : entré dans la police en 1930 et d'abord affecté à Montpellier, Edmond Sébeille (1907-1988) à Avignon sera ensuite envoyé à Paris pour travailler à la Direction de la police judiciaire à la Sureté nationale. Après la guerre, il devient commissaire à Aix[Lequel ?] avant d'être détaché à la 9e brigade mobile de Marseille (SRPJ). Pendant l'affaire, il est surnommé « Rien-à-Déclarer » par la presse française moqueuse et le « Maigret marseillais » par ses collègues. Il décédera le 25 janvier 1988.

### Le triple meurtre

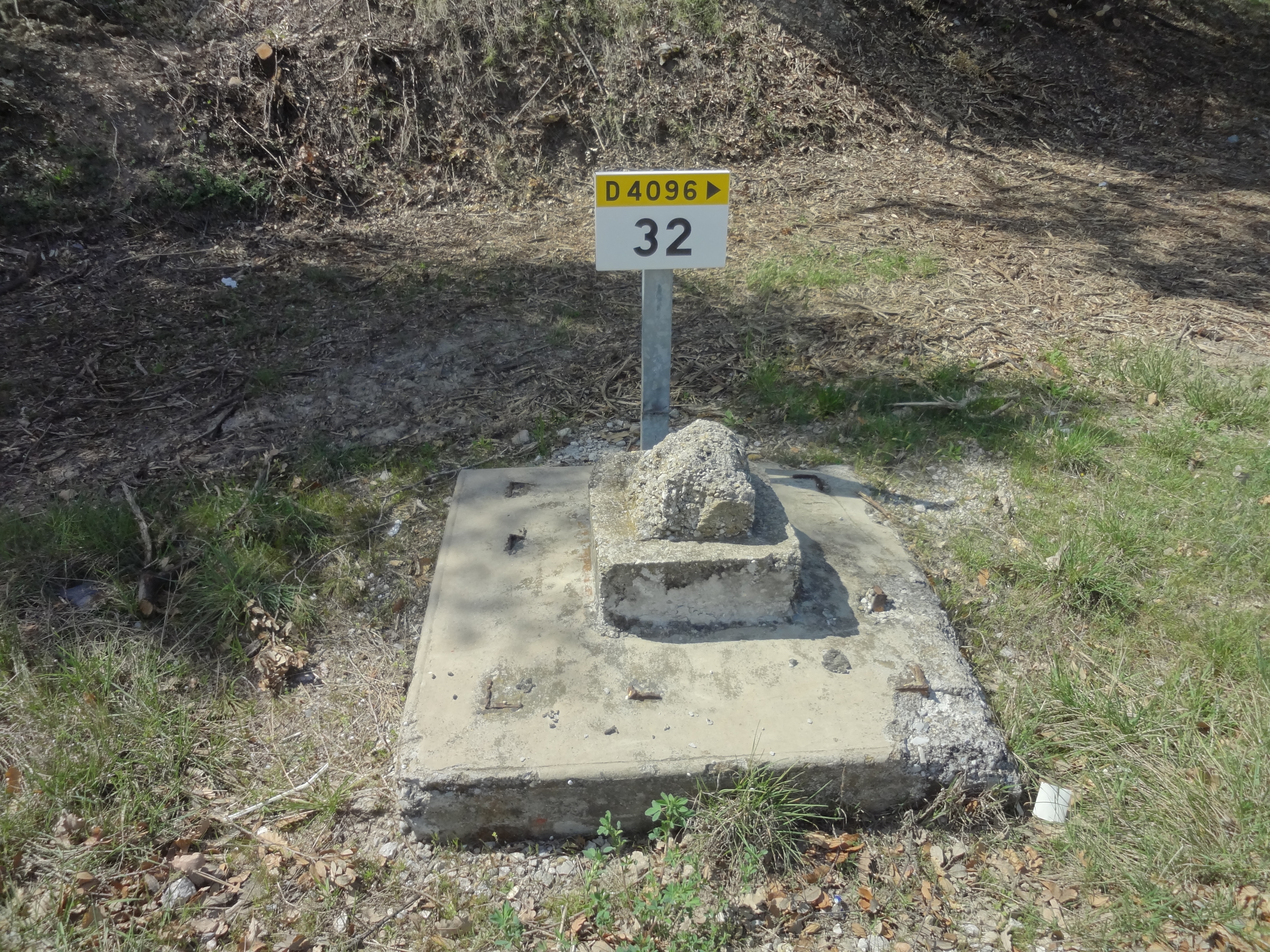
Ceci n'est pas la borne kilométrique 32 de la RN 96 (actuellement RD 4096), point précis en face duquel se sont arrêtés les Drummond. Il s'agit du socle du pylone électrique, présent à l'époque, situé à quelques mètres de la borne.

Au soir du 4 août 1952, alors qu'ils sont en vacances en France avec leur voiture, une Hillman vert amande immatriculée NNK 686, les Drummond font une étape au bord de la route nationale 96 (43° 58′ 35″ N, 5° 54′ 32″ E), à 165 mètres de La Grand'Terre, une ferme modeste malgré son nom (43° 58′ 30″ N, 5° 54′ 28″ E), située sur le territoire de la commune de Lurs dans les Basses-Alpes (aujourd’hui Alpes-de-Haute-Provence). 
L'emplacement est situé en face d'une borne kilométrique, le kilomètre 32, indiquant d'une part que Peyruis est distant de 6 km au nord, d'autre part que La Brillanne se trouve à 6 km au sud. Un large chemin empierré permet de descendre jusqu'aux rives de la Durance. Un pont (43° 58′ 34″ N, 5° 54′ 33″ E) enjambe la voie ferrée à 60 m de la route. Un sentier serpente de part et d'autre de la voie ferrée et de la pente de la Durance. La break Hillman est garée sous un mûrier d'une aire des ponts et chaussées vers vingt heures.

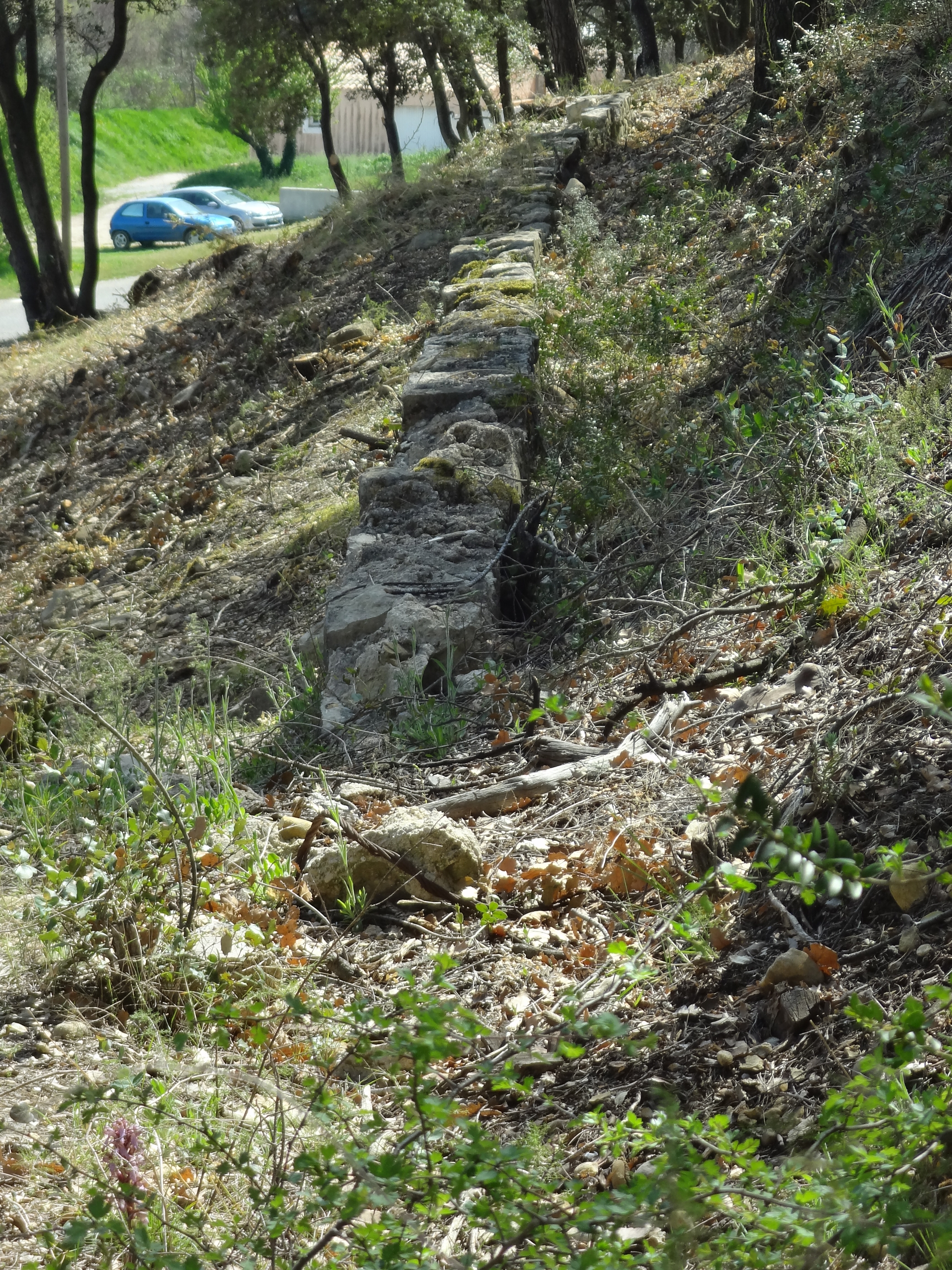
Vestiges du canal qui provoque l’éboulement.

Le soir du 4 août, la famille Dominici s'est réunie dans la ferme avec des voisins pour célébrer la fin des moissons ; plusieurs membres des Dominici ont fait la navette entre la ferme et leur champ, croisant ainsi à plusieurs reprises les Drummond. En effet, la famille Dominici irrigue son champ de luzerne avec l’eau du canal de Manosque, en surplomb de la voie ferrée. Mais Marie « la Sardine » a oublié de refermer la martelière (vanne d'irrigation), entraînant un éboulement (43° 58′ 36″ N, 5° 54′ 34″ E) du ballast ; aussi différents membres des Dominici viennent vérifier que l'éboulement ne vient pas obstruer la voie ferrée, la SNCF pouvant leur demander des dédommagements en cas contraire. 
Dans la nuit du 4 au 5 août 1952, six ou sept coups de feu sont tirés à 1 h 10. Passant à 4 h 30 sur les lieux du crime, le camionneur Marceau Blanc remarque un lit de camp devant l'automobile de marque Hillman de la famille Drummond, ainsi qu'une couverture ou une toile qui masque les vitres droites et le pare-brise de la voiture. À 4 h 50, passant à son tour, Joseph Moynier ne voit rien de cela. À 5 h 20, Jean Hébrard aperçoit un lit de camp dressé contre la voiture. Les lieux du crime sont en constante évolution, ce qui semble contredire la thèse de l'intervention brève d'un commando extérieur venu exécuter un contrat.
Gustave Dominici déclare s'être levé à 5 h 30 et n'avoir découvert que le cadavre de la petite Elizabeth Drummond (43° 58′ 34″ N, 5° 54′ 35″ E) vers 5 h 45, le crâne fracassé à coups de crosse de carabine, à 77 mètres de la voiture sur la pente menant à la Durance ; le cadavre de la mère, Anne Drummond, gît près de la voiture (43° 58′ 35″ N, 5° 54′ 32″ E) et celui du père, Jack Drummond, de l'autre côté de la route (43° 58′ 36″ N, 5° 54′ 31″ E), le couple ayant été abattu à coups de carabine. Vers 6 h, Gustave interpelle le motard Jean-Marie Olivier qui part à son travail et le délègue pour avertir les gendarmes d'Oraison de sa découverte. Alors qu'il possède lui-même une moto, il préfère donc faire appel à un passant pour prévenir la gendarmerie.
Vers 6 h 30, venant de Peyruis, le chef des poseurs de voies Faustin Roure dépasse à vélomoteur Clovis Dominici et son beau-frère Marcel Boyer sur leurs bicyclettes ; il se rend directement au pont de la voie ferrée pour constater l'état d'un éboulement sur celle-ci, que Gustave lui a signalé la veille, en se déplaçant chez lui vers 21 h. Au même instant, les deux beaux-frères qui se sont arrêtés à La Grand'Terre apprennent par Gustave que des coups de feu ont retenti vers une heure du matin et qu'il a découvert le cadavre d'une fillette sur la pente menant à la Durance. Les deux hommes se précipitent vers l'endroit et rencontrent F. Roure qui remonte de la tranchée de la voie ferrée. À 15 m de la sortie du pont, ils découvrent le corps de la petite Elizabeth et M. Boyer remarque que Clovis semble connaître la position exacte du petit cadavre et empêche ses compagnons d'approcher au plus près. En revenant sur la route, les trois hommes découvrent les corps des parents ; la mère, sur le dos, entièrement recouverte d'une couverture est en parallèle à gauche de la voiture ; son mari gît sur le dos, recouvert d'un lit de camp, de l'autre côté de la route. Inquiété par ce qu'il a entendu de la conversation à voix basse entre les deux frères lors du retour à la ferme, M. Boyer va nier s'y être arrêté lorsqu'il est interrogé sur son lieu de travail par le gendarme Romanet le 16 août 1952.
Avant de renoncer à ce mensonge, désavoué par F. Roure, le 20 août, quand il est entendu par le commissaire Edmond Sébeille, il dit ne pas savoir expliquer pourquoi il a menti. On en saura la raison le 13 novembre 1953, quand Clovis Dominici révèle que Gustave lui parlait des cris d'épouvante et de douleur des Drummond en présence de Marcel Boyer et de Roger Drac.
Entre 6 h 50 et 7 h, Jean Ricard, qui a campé la veille sur le plateau de Ganagobie, passe à pied sur le lieu du drame et son attention est attirée par la voiture et par le désordre qui règne autour de celle-ci ; il contourne la Hillman et voit un lit de camp vide le long de la voiture ; à deux mètres environ à gauche, en parallèle, il découvre une forme humaine à même le sol, recouverte d'une couverture de la tête jusqu'en dessous des genoux avec les pieds en direction de La Grand'Terre.
Vers 7 h, ne voyant pas venir les gendarmes, Yvette Dominici, quoique enceinte de son deuxième enfant, enfourche son vélo et se dirige vers la ferme Sylve, négociant à Giropey, pour téléphoner à la gendarmerie. À la hauteur de la ferme Guillermain, située 350 m au sud de La Grand'Terre, elle rencontre Aimé Perrin et lui apprend que Gustave a découvert une petite fille, massacrée sur le talus de la Durance et mentionne la présence d'une femme habillée de noir, en compagnie des Drummond, vue par Gustave la veille au soir. Yvette demande à Aimé Perrin d'aller téléphoner à sa place. Ce dernier s'en retourne et rencontre au quartier de la Croix les gendarmes Romanet et Bouchier, avant de les accompagner sur les lieux du crime.
Vers 7 h 30, les deux gendarmes et Aimé Perrin arrivent sur place alors que la scène du crime a déjà été altérée à plusieurs reprises. Selon ce dernier, Gustave est venu à pied et sans son vélo ; il surgit dans le dos des gendarmes qui viennent de découvrir le corps d'Anne Drummond. Ils trouvent un lambeau de peau de main de 4 cm2 accroché à gauche du pare-chocs arrière de la voiture ; il sera remis au commissaire Edmond Sébeille dès son arrivée. Les portières avant sont fermées alors que la double portière arrière est poussée, avec la clef à l'extérieur sur la serrure. Ceci exclut que la fillette s'y soit enfermée de l'intérieur. À 6,40 m de l'arrière de la Hillman se situe un puisard d'écoulement derrière lequel les gendarmes remarquent une énorme flaque de sang d'un mètre carré de superficie. Aucun prélèvement sanguin ne sera effectué et on ne saura jamais qui a perdu autant de sang à cet endroit. Les gendarmes trouvent deux étuis et deux cartouches pleines, groupées en paires comprenant chacune un étui et une cartouche intacte. Une paire se trouve à 3 m de l'arrière de la voiture ; l'autre paire se situe à 5 m en perpendiculaire de l'avant-gauche de la voiture et à 1,50 m de Lady Anne. Les deux paires sont distantes d'environ 9 m l'une de l'autre. Les étuis sont marqués LC4 et sont différents de ceux des cartouches pleines marquées WCC 43 et 44. Gustave leur signale le corps de J. Drummond de l'autre côté de la route et indique celui de la fillette sur le talus de la Durance. Les deux gendarmes découvrent des empreintes de pas faites par des semelles de crêpe neuve, allant et venant près du corps d'Elizabeth. Ces empreintes sont protégées avec des branchettes et photographiées.
Romanet emprunte le vélo de Madame Perrin, venue rejoindre son mari, pour aller téléphoner chez le négociant Sylve et demander des renforts. Après 7 h 45, Faustin Roure revenant de Peyruis, où il est parti informer son chef de district, s'arrête de nouveau à la ferme. Il voit Gaston rentrer ses chèvres et surprend les propos du vieillard et d'Yvette qui lui apprend la tuerie. Nul ne peut affirmer s'il s'agit d'un véritable entretien ou d'un échange feint entre les deux protagonistes à l'attention de Roure, qu'ils ont repéré caché derrière la treille.
Vers 8 h, Bouchier, resté seul sur le bivouac, voit passer Roger Perrin à vélo se dirigeant vers La Grand'Terre. Peu de temps après, ce dernier revient à pied, le vélo à la main, accompagné de son grand-père et de Gustave. Gaston demande au gendarme la permission d'aller recouvrir le corps d'Elizabeth avec une couverture qu'il prend sur le lit de camp. Il sait donc que la fillette n'est pas recouverte (ou il ne le sait pas et pense qu'il est nécessaire de la recouvrir).
À 8 h 15, le capitaine Albert arrive sur les lieux avec les gendarmes Crespy, Rebaudo et Romanet qu'il a récupérés devant chez les Perrin à Giropey. Dès son arrivée, le capitaine Albert remarque un vélo au pied du mûrier ; la plaque d'identité lui indique que c'est celui de Gustave. Interrogé, celui-ci dit qu'il est allé chercher de la craie à la demande des gendarmes et qu'il a pris son vélo pour aller au plus vite, ce qui est réfuté par les gendarmes Romanet et Bouchier. De plus, le vélo disparaît sans que quiconque remarque qui l'a pris, ni quand.
Vers 8 h 30 arrivent le maire de Lurs, Henri Estoublon, qui a prévenu d'autres édiles[précision nécessaire], et le docteur Dragon, qui commence ses constatations sur les corps des parents Drummond. Lorsqu'il se penche sur celui d'Elizabeth à 9 h 15, il constate d'une part que les membres et le torse sont encore souples et d'autre part que les pieds sont propres.
Vers 9 h 15, les Barth, parents d'Yvette, arrivent à la ferme Dominici. Yvette n'étant pas prête, elle sera emmenée par le boucher Nervi au marché d'Oraison et ne reviendra qu'après 16 h, accompagnée par ses parents, alors que d'habitude, elle fait ses achats à Forcalquier et rentre pour le repas de midi.
À 9 h 30, venant de Digne, apparaissent le procureur Louis Sabatier, le juge d'instruction Roger Périès et son greffier Émile Barras. Vers 10 h 00, surgit le gendarme maître-chien Legonge avec sa chienne Wasch. Mise en présence d'Elizabeth qu'elle flaire, alors que Gaston, Gustave et Roger observent la scène, la chienne suit le sentier côté Durance sur environ 50 m en progressant vers le nord, puis descend sur la voie ferrée qu'elle suit sur une centaine de mètres en s'éloignant de la ferme, vers Peyruis, puis elle remonte sur la RN 96, traverse la route et monte jusqu'au canal d'arrosage qui se situe 30 m au-dessus de la chaussée et s'arrête là. Personne ne peut comprendre à quoi correspond cet itinéraire. Les constats se font au milieu de dizaines de badauds et d'officiels qui piétinent et perturbent le vaste périmètre du crime ; on ne peut pas exclure l'hypothèse de quelques manipulations ou de menus larcins commis au titre de souvenirs macabres.
Pour le repas de midi, Gustave, Clovis et Paul Maillet se retrouvent dans la cuisine de Gaston ; au cours du repas, P. Maillet apprend qu'Elizabeth a été découverte encore vivante par Gustave. Il dira avoir été choqué que personne n'ait tenté de lui porter secours.

### Les débuts de l'enquête

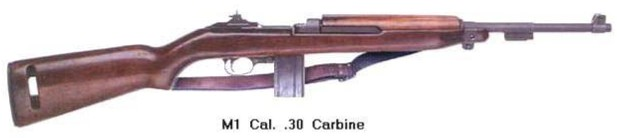
Une US M1 calibre 30 semblable à celle utilisée pour le triple meurtre.

L'enquête est confiée au commissaire de police Edmond Sébeille de la 9e Brigade mobile de Marseille. À 15 heures, le juge Périès ne voyant pas venir les policiers de Marseille, décide de la levée des corps qui s'effectue à 15 h 30. Lors de la levée du corps de la fillette, le fossoyeur Figuière découvre un éclat de bois de crosse à dix centimètres de la tête d'Elizabeth et cet éclat passe de main en main sans qu’on sache à quoi il correspond. À l'arrivée des policiers, une altercation éclate entre le commissaire Sébeille, le juge Périès et le capitaine Albert à qui il reproche de ne pas avoir contenu la foule de badauds et de journalistes qui piétine et fouille le périmètre du crime. Selon Sébeille, lui et son équipe sont arrivés à 13 h 30 à Lurs ; de nombreux journalistes dont André Sevry, correspondant du quotidien Le Monde, situent l'arrivée des policiers marseillais après 16 h 30.
Le 5 août vers 18 heures, les inspecteurs Ranchin et Culioli repêchent dans la Durance une carabine de guerre cassée en deux, une US M1 calibre 30 Rock-Ola. L'arme est en très mauvais état. Il manque plusieurs éléments et elle a été réparée avec des moyens de fortune : le guidon a été remplacé par une demi pièce d'un franc de l'époque, le couvre-main en bois qui coiffe le canon est manquant, l'anneau grenadier est remplacé par une bague en duralumin de plaque d'identité de vélo qui maintient le canon au fût et fixé par une vis dans le bois, la dragonne est absente et l'ergot de queue de la culasse est cassé. Il ne peut donc s'agir en aucun cas de l'arme d'un tueur chevronné mais plutôt de celle d'un bricoleur.
Ce même jour, le camionneur Ode Arnaud déclare à la gendarmerie de Château-Arnoux avoir vu un homme assis à gauche à l'arrière de la Hillman lors de son passage à 23 h 15 et dépassé vers minuit, trois kilomètres avant Manosque, un side-car dont le side était à gauche. Plus tard, les Dominici prétendront que ce side-car s'est arrêté chez eux mais ils situeront sa halte à 23 h 30. Il s'agit d'une manœuvre destinée à discréditer le témoignage du dénonciateur anonyme qui affirme avoir vu Gustave hors de la ferme en compagnie d'un inconnu entre 23 h 30 et minuit mais aussi à semer le trouble sur celui d'Ode Arnaud.
Vers 19 h 30, le commissaire Sébeille rencontre pour la première fois Gaston Dominici près de l'endroit où gisait la petite Elizabeth quelques heures plus tôt. Les tatouages et les propos que lui tient le vieux fermier impressionnent défavorablement le policier.
Le 6 août 1952 ont lieu les premières auditions des Dominici et les premières invraisemblances apparaissent. Les Dominici disent avoir entendu les coups de feu mais non les cris et les appels de détresse des victimes. Gaston s'attribue la découverte de l'éclat de crosse de la US M1 et prétend l'avoir trouvé à 30 cm de la tête de la petite victime, peu après 8 heures, en recouvrant le corps de la fillette avec une couverture ; il dit aussi l'avoir remis au gendarme Bouchier. Les inspecteurs Culioli et Ranchin découvrent une culotte de fillette dans un fourré du talus de la voie ferrée à 450 m de La Grand'Terre, près de la gare de Lurs sise au sud. L'inspecteur Ranchin le confirme par écrit, lors de la contre-enquête, au capitaine Albert le 25 août 1955. Francis Perrin, le facteur de Lurs, déclare aux gendarmes qu'il a suivi les Drummond descendant de Lurs en voiture entre 11 h 30 et midi. Il renouvelle ce témoignage au commissaire Constant le 3 octobre 1952.
Les 6 et 7 août, Lucien Duc, camionneur à La Roche-de-Rame témoigne à la gendarmerie de La Bessée (Hautes-Alpes). Il déclare être passé à 0 h 20 sur les lieux du crime en compagnie de son frère Georges, ils ont vu un inconnu « au visage inquiétant » qui s'est figé sur place à leur approche, à une centaine de mètres de la Hillman en direction de la ferme Dominici. L'inconnu est décrit comme âgé d'environ quarante ans, corpulent, mesurant environ 1,80 m et pourvu d'une chevelure abondante.
Les 6 et 13 août 1952, le commissaire Sébeille recueille les témoignages de Henri Conil, entrepreneur de bâtiments, et de Jean Brault, étudiant en vacances à Peyruis. H. Conil dit être passé avec son camion devant la Hillman entre 1 h 30 et 1 h 35 en compagnie de l'étudiant en médecine. Les deux hommes disent avoir vu une silhouette bouger dans l'ombre près de la voiture, ce qui voudrait dire que l'assassin ou un complice était encore présent sur place.
Le 7 août 1952, une perquisition à la ferme permet de saisir un fusil de chasse de calibre 12, un vieux fusil de guerre Gras rechambré pour la chasse au gros gibier et une carabine 9 mm. Gustave refuse de répondre aux questions des policiers en présentant un certificat de maladie de complaisance. En fin d'après-midi, à 17 heures, les obsèques des Drummond ont lieu à Forcalquier où ils sont enterrés dans le cimetière, à quelques kilomètres du drame.
Le matin du 8 août 1952, Gustave est interrogé pendant quatre heures par Sébeille à Peyruis. Le fermier maintient ses précédentes déclarations. Le commissaire Sébeille entend Lucien Duc qui renouvelle ses dépositions des 6 et 7 août. Roger Roche, qui habite Dabisse, un hameau des Mées, sur la rive opposée de la Durance, dépose à la gendarmerie de Malijai : il déclare qu'il était dans son jardin au moment du drame et qu'il a entendu quatre ou cinq coups de feu en provenance de la ferme. Il dit, sans être catégorique, avoir entendu des cris. Il poursuit en disant être resté dehors un quart d'heure et ne pas avoir entendu de bruit de moteur ni vu de lueur de phares de véhicule sur la nationale 96. Dans l'après-midi, le commissaire Sébeille présente la carabine US M1 à Clovis Dominici qui s'effondre sur la voie à sa vue. Emmené à Peyruis et interrogé deux heures durant, il nie connaître l'arme du crime.
Les gendarmes Romanet et Bouchier recueillent le témoignage de J.-M. Olivier à son domicile. Selon lui, Gustave l'a hélé de derrière la Hillman à hauteur du capot. Surpris, Olivier s'est arrêté une trentaine de mètres plus loin. Gustave l'a rejoint en courant et lui a demandé d'avertir la gendarmerie d'Oraison. Gustave lui aurait dit : « Il y a un type mort sur le talus au bord de la route ». Selon Gustave, il aurait seulement dit qu'il y avait « un mort là-bas » en désignant la Durance d'un geste. Or, selon sa propre version, vers 6 heures, il savait qu'Elizabeth n'était pas encore morte.
Le 9 août, le quotidien France-Soir publie le carnet de voyage d'Elizabeth Drummond : il s'agit en réalité d'un faux réalisé par le journaliste Jacques Chapus.
Le 12 août, Aimé Perrin est interrogé par le gendarme Romanet sur les conditions de sa rencontre avec Yvette Dominici le matin du 5 août. Perrin lui rapporte les propos d'Yvette, qui a évoqué, entre autres, la présence d'une femme en noir. Aimé Perrin affirme avoir été prévenu qu'un crime avait été commis près de la ferme Dominici par le poseur de voies Bourgues, avant 07 heures, le matin du 5 août ; cela n'est pas crédible puisque le dénommé Bourgues n'était pas présent à La Grand'Terre ce matin-là et sûrement pas dans cette tranche horaire. Le quotidien L'Humanité publie une photo de Jack Drummond, en uniforme d'officier de la Home Guard, parlementant avec des officiers de la Wehrmacht derrière les lignes allemandes, aux Pays-Bas, début mai 1945. Le PCF tente d'accréditer la thèse selon laquelle le massacre des Drummond serait la conséquence de la lutte acharnée entre les services secrets anglais et américains, dans les Basses-Alpes.
Le 13 août, Yvette est interrogée à La Grand'Terre par les gendarmes Romanet et Bianco mais ne parle plus de la femme en noir vue par Gustave.
Le 16 août, le commissaire Sébeille recueille le témoignage de Raymond Franco, maroquinier marseillais, en vacances au Plan-des-Mées : celui-ci dit avoir entendu comme un doublé de chasse puis trois ou quatre coups de feu plus espacés, au moment du drame depuis la fenêtre ouverte de sa chambre. Yvette est également interrogée par le commissaire Sébeille. Elle rapporte que Gustave, rentrant de la ferme Girard, lui aurait appris que les Drummond campaient sur l’emprise des Ponts et Chaussées ; par la suite, en 1955, elle nie avoir fait cette déclaration. Elle soutient qu'elle n'a pas bougé de sa cuisine et que personne ne lui a demandé d'eau ni de nourriture, ni d'autorisation de camper. Elle confirme, mot pour mot, la déposition de Gustave du 8 août, ce qui trahit une entente préalable entre les époux sur ce qu'il convenait de dire à ce sujet. En effet, venant d'une direction opposée, Gustave ne pouvait deviner à 20 heures, apercevant la Hillman, que ses occupants, sans monter de tente, allaient bivouaquer à cet endroit.
Interrogé par le gendarme Romanet, M. Boyer prétend ne pas s'être arrêté à La Grand'Terre le matin du 5 et s'être rendu directement à la gare de Lurs. Mais les 20 août et 25 juin 1953, devant Sébeille, il reviendra sur ce mensonge sans s'en expliquer. En fait, c'est ce qu'il a entendu de la conversation entre Gustave et Clovis qui a inquiété Boyer au point de lui faire carrément nier sa présence à la ferme ce matin-là, puis quand il a admis s'y être arrêté, nier avoir entendu autre chose que « cadavre » à propos de la fillette.
Le 17 août 1952, Mme Jeanne Christianini de Marseille déclare à la gendarmerie de Marseille-Nord que, passant à 20 h 30 sur les lieux du crime, elle a vu un homme assez grand, qui pourrait être J. Drummond, regardant sous le capot levé de la Hillman. Ceci expliquerait qu'Anne et Elizabeth Drummond se soient rendues à la ferme pour quémander de l'eau afin de remplir le radiateur, dont le système de refroidissement, conçu pour le climat britannique, s'est montré déficient sous la canicule provençale. Dans la nuit du 17 au 18 août, une reconstitution est organisée sur les lieux du massacre par une nuit sans lune, alors que la Lune était pleine la nuit du crime. La reconstitution implique les frères Duc, qui ont vu à 0 h 20 un inconnu à 58 m de la ferme, et Marceau Blanc qui confirme son témoignage sur son passage à 4 h 30.
Le 19 août, Jean Garcin, cultivateur à Ribiers (Hautes-Alpes), dépose à la gendarmerie du même lieu ; il dit avoir vu des coussins disposés autour de la Hillman lors de son passage à 3 h 45 sur les lieux du drame.
Le 20 août, Gustave se déplace à Peyruis pour remettre à Sébeille une lettre qu'il a reçue de son frère Aimé demeurant à Eygalières (Bouches-du-Rhône). Celui-ci explique que les initiales RMC sur la crosse de la US M1 correspondent à René-Marcel Castang, habitant à Lurs et décédé en 1946. Ces initiales peuvent aussi se rapporter à la « Rock-Ola Manufacturing Corporation », un des fabricants de ce modèle de carabine. Il écrit que le jour des obsèques de Castang, des armes ont été volées dans sa ferme, voisine de celle de Paul Maillet. Ce même jour, une lettre anonyme parvient à Sébeille : elle dit que le jour de l'enterrement de Castang, P. Maillet a volé la US M1 dans la ferme du défunt.
Ce même jour encore, Giovani Colussel déclare à la gendarmerie de La Saulce (Hautes-Alpes) que, venant de Peyruis, il est passé à 5 heures devant les lieux du crime ; il a vu une couverture étendue à plat, à environ 1,50 mètre devant la Hillman. Toujours ce 20 août 1952, Germain Garcin, parent de Jean Garcin et camionneur à Laragne (Hautes-Alpes), dépose à la gendarmerie du lieu ; il déclare avoir vu une portière de la Hillman ouverte ainsi qu'un homme assez grand penché sous le capot levé, avec une lampe à la main lors de son passage, à 3 h 50, sur les lieux du crime.
Le 21 août paraît une tribune libre dans le quotidien Le Monde : Maître Garçon, avocat parisien, dénonce les bavardages inconsidérés de Sébeille aux journalistes et l'accuse de chercher une notoriété de mauvais aloi. Ce même jour, le chauffeur de car Joseph Juliany dépose à la gendarmerie de Manosque, disant qu'en revenant de Corps (Isère) vers Manosque, il a vu vers 23 h 30 un homme assez grand penché sous le capot levé de la Hillman avec une lampe à la main, ce qui confirmerait un problème mécanique.
Le 24 août, les gendarmes identifient l'auteur de la lettre anonyme ; il s'agit d'une lavandicultrice qui déclare que, pendant l'été 1950, elle a rendu visite aux Maillet et a vu l'arme du crime pendue à un clou dans leur cuisine.
Une lettre anonyme, postée à Sisteron (Basses-Alpes) en date du 25 août 1952, apprend au commissaire Sébeille que Gustave était à l'extérieur de la ferme en compagnie d'un inconnu entre 23 h 30 et minuit le 4 août.
Les 18 et 27 août 1952, un certain Panayoutou prétend avoir assisté au triple meurtre mais son témoignage se révèle faux. On ne saura jamais s'il s'agit d'un indicateur-provocateur de la police ou d'un affabulateur alléché par la prime d'un million d'anciens francs promise par le Sunday Dispatch et Samedi Soir à qui permettrait de découvrir le ou les coupables.
Le 29 août, une perquisition chez Paul Maillet, un temps soupçonné, permet la saisie de deux PM Sten avec chargeurs et munitions dissimulés dans le four de sa cuisinière. Interrogé jusqu'à 19 heures, à Forcalquier, sur l'origine de ces armes, P. Maillet ne donne aucune explication crédible. Il se souvient brusquement que, dans l'après-midi du 4 août, il a entendu une détonation de fusil de guerre provenant des buissons de la Durance alors qu'il travaillait sur la voie près de la gare de Lurs. En accord avec le parquet, P. Maillet n’est pas poursuivi pour détention illégale d'armes de guerre, en contrepartie de services à rendre aux enquêteurs.
Ce même jour, Paul Delclite, chef de station à la mine de Sigonce, qui dort occasionnellement à la ferme Guillermain, située à 350 m au sud de la ferme Dominici, déclare aux gendarmes Romanet et Bouchier s'être rendu le lundi 4 août vers 22 heures à son jardin situé au quartier de St-Pons, environ un kilomètre au nord de La Grand'Terre. Il raconte que, passant à bicyclette devant la Hillman, il a remarqué sur le côté gauche du véhicule un amas de couvertures mais n'a vu ni toile de campement, ni lit de camp.

### Les contradictions et la condamnation de Gustave Dominici
Le 1er septembre 1952, le radiesthésiste Jean-Claude Coudouing visite les lieux du drame. Avec la permission d'un gendarme, il arpente avec son pendule la voie ferrée. Il revient à 16 h 10 avec une balle écrasée qu'il déclare avoir trouvée au bas du talus de la voie ferrée, à 100 m au nord du pont, vers Peyruis. Après expertise, il s'avère qu'il s'agit d'une munition tirée par la US M1.
Le 2 septembre, une perquisition de la ferme de François Barth, père d'Yvette, est menée sans succès.
Les 3 et 4 septembre, à la gendarmerie de Forcalquier, Gustave Dominici est en contradiction avec les déclarations du motard J.-M. Olivier. Auparavant, une reconstitution a été organisée sur les lieux des meurtres avec le motard Olivier. Les gendarmes repoussent des groupes d'anciens FTP qui tentent d'empêcher l'opération. Selon Olivier, Gustave a surgi devant le capot de la Hillman. Gustave prétend qu'il sortait du chemin, une quinzaine de mètres plus loin, après le mûrier et qu'il s'en retournait déjà vers la ferme sans être allé sur le bivouac. Olivier et Gustave campent sur leurs positions. L'interrogatoire dure sept heures. Fatigué, le commissaire Sébeille laisse la main à son collègue Constant ainsi qu'au commissaire Mével, adjoint du divisionnaire Harzic. Gustave concède avoir interpellé Olivier à hauteur du capot de la Hillman et non au-delà du mûrier. Il reconnaît avoir vu les deux lits de camp mais non les corps des époux Drummond.
Gustave et Yvette contestent constamment la version d’Olivier au cours de l’enquête.
Du 5 septembre à fin décembre 1952, le commissaire principal Fernand Constant remplace son collègue Sébeille à Lurs.
Le 16 septembre, le quotidien du PCF, L'Humanité, fait état d'un carnet de notes ayant appartenu à Jack Drummond. Le document, en partie calciné, aurait été trouvé par des écoliers sur un tas d'ordures à Long Eaton, près de Nottingham où résidaient les Drummond. Il y serait noté à un jour non précisé de juillet 1947 : « 18h00, rendez-vous à Lurs avec… » suivi d'un nom brûlé. Cette source a pour origine une information invérifiable lancée par la presse anglaise.
Le 29 septembre, Henri Chastel, camionneur à Orpierre, déclare à l'inspecteur Ranchin avoir vu le 4 août, vers minuit, un homme mince, de taille moyenne, les manches de chemise retroussées, les mains appuyées sur la carrosserie de l'une des portières arrière de la Hillman et regardant à travers la vitre ; ce ne peut être Jack Drummond, plutôt bedonnant, et cela concorde avec l'homme vu à 23 h 15 par Ode Arnaud.
Le 30 septembre, Paul Maillet est suspendu de ses fonctions de secrétaire de cellule locale du PCF de Lurs par la fédération départementale. Le parti, soupçonné depuis des années de préparer un soulèvement armé et de soutien actif au Việt Minh en Indochine, ne veut pas prendre le risque d'être pris en défaut à cause d'un obscur militant de province chez qui on a saisi des armes de guerre et convaincu de vol de courant au détriment d'EDF.
Le professeur Ollivier dépose un premier rapport d'expertise sur le graissage de la Rock-Ola. Il est formel : le lubrifiant de la carabine est très différent de celui des fusils de Gustave et de P. Maillet.
Le 2 octobre, un fusil Springfield ou Garand, appartenant à Aimé Perrin, demeurant à la côte de Giropey et frère de Roger Perrin père, est confisqué. Aimé Perrin est l'auteur du coup de feu entendu par P. Maillet dans l'après-midi du 4 août ; il déclare avoir tiré sur un vol de corbeaux qui attaquait sa vigne.
Ce même jour, le commissaire Constant enregistre les déclarations de Germain Champsaur, radioélectricien à Peyruis et propriétaire d'un cinéma ambulant qu'il promène dans les alentours. Il dit être passé vers 0 h 50 devant la Hillman, en venant de Lurs, et n'a rien remarqué d'anormal, notamment pas de couverture sur le côté droit de la voiture ni de lampe allumée. Il ajoute n'avoir croisé aucun véhicule jusqu'à son arrivée à Peyruis.
Vers le 15 octobre, Paul Maillet informe le commissaire Constant que Gustave a été attiré par les râles de la petite Elizabeth lors de sa découverte. Selon le dossier, Maillet s'est confié à Émile Escudier, épicier à La Brillanne, un mois après le crime. Non seulement Maillet lui aurait révélé la survie d'Elizabeth, mais également une autre information qu'il livre plus tard : Gustave aurait été témoin de la tuerie. Escudier lui aurait conseillé d'aller le dire à la police. Bien que Constant ne cite pas le nom du membre du PCF par qui le renseignement filtre à travers les RG de Digne, il peut s'agir d'Escudier.
Le 15 octobre, Gustave est emmené à Digne où il est interrogé avec Clovis et Maillet qui confirme sa version. Gustave admet avoir entendu un « ronron » irrégulier et vu le bras gauche replié se détendre, mais nie l'avoir dit à Maillet lors du repas de midi du 5 août à La Grand' Terre. Il précise que c'est le râle qui l'a attiré au-delà du pont et qu'il serait revenu le dire à Marie et Yvette ; elles ne seraient pas allées voir. Gustave soutient qu'il n'est pas sorti de la nuit et maintient qu'il s'est levé à 5 h 30, ce qui est faux comme on le saura plus tard. Clovis admet avoir conseillé à son frère de ne rien dire. Sébeille et Constant se rendent chez les Dominici pour interrogatoire : pendant que Sébeille interroge Yvette puis Gaston, Constant s'occupe de Marie. Tous les trois nient avoir su que la fillette vivait encore.
Le 16 octobre 1952, face à Constant, Gustave refuse d'admettre avoir été présent sur le bivouac lors du passage d'Olivier et d'avoir vu Elizabeth agonisante. Il donne pour raison avoir craint que les parents ne soient les meurtriers de la fillette et ne s'en prennent à lui. En attendant les gendarmes, il dit s'être posté en haut du petit escalier d'accès à la cour sud pour guetter un éventuel départ de la Hillman pour en relever le numéro. En passant, les gendarmes Romanet et Bouchier ne l'ont pas vu à cet endroit, et s'étonnent même de son absence en découvrant déserts les lieux du crime vers 7 h 30. On ne peut pas dire formellement à quelle heure Gustave s'est aperçu que la fillette vivait encore, car rien ne prouve qu'il l'a découverte, comme il l'a prétendu, peu de temps avant le passage d'Olivier. Plus tard, il donne d'autres versions qu'il contredit en se rétractant, et cette question n’a jamais été élucidée.
Gustave Dominici est incarcéré en fin d'après-midi, à la prison Saint-Charles de Digne-les-Bains, inculpé par le juge Périès pour non-assistance à personne en danger de mort après avoir reconnu que la petite Elizabeth Drummond était encore vivante lorsqu'il l'a découverte vers 5 h 45, le matin du 5 août 1952. Le commissaire Constant entend le docteur Dragon sur son examen des corps des victimes ; selon lui, Elizabeth n'a pas été poursuivie mais transportée par son assassin, ses pieds ne présentant nulle trace d'écorchure ou de poussière. Selon le docteur, sa mort serait survenue trois heures après celle de ses parents.
Le 20 octobre, Gustave, assisté de Me Pollak, réitère ses précédentes déclarations. L'incarcération n'a pas eu l'effet escompté et sa demande de mise en liberté provisoire est refusée.
Le 29 octobre, le commissaire Constant reçoit une information de la Sûreté marseillaise qui lui apprend qu'un mois après le drame, Clovis et Jacky Barth, cadet d'Yvette, auraient été vus dans la bergerie de La Grand'Terre en compagnie d'un certain Jo. Marie Dominici aurait insisté pour qu'on paie celui-ci au plus vite, sous peine de leur créer des ennuis. Jo aurait également été vu par Me Pollak et sa compagne Nelly Leroy.
Le 5 novembre, Gaston et Marie Dominici, François Barth et sa fille Yvette sont interrogés par le commissaire Constant. Tous affirment ignorer l'existence du dénommé Jo ainsi que sa présence à la ferme.
Le 6 novembre 1952, le commissaire Constant interroge sans succès toute la journée Marcel Chaillan, qui est l'inconnu à la mine patibulaire vu par les frères Duc à 0 h 20 le 5 août. Son neveu Fernand et son frère Louis sont également interrogés, sans suite. À l'inverse de son collègue Sébeille, le commissaire Constant pense que Marcel Chaillan est l'homme vu par Ode Arnaud à 23 h 15, puis par Chastel vers minuit, ainsi que par les frères Duc à 105 mètres de la Hillman à minuit vingt, et qui serait donc l'inconnu vu en compagnie de Gustave, entre 23 h 30 et minuit le 4 août, celui-là même qui est désigné par le délateur anonyme de Sisteron.
Le 7 novembre, Gustave est interrogé à son tour en prison. Il se montre évasif au sujet dudit Jo. Étant allé sur les lieux du drame en compagnie de Mes Pollak et Charrier, il dit ignorer ce qui a pu se passer dans la bergerie ni avec qui, et ne pas connaître de Jo avec une mauvaise dentition. Par contre, il dit que Francis Perrin, le facteur de Lurs, est venu ce jour-là à la ferme. Ce même jour, le dit facteur est interrogé ; il déclare avoir vu les avocats et un journaliste, ainsi que son père Louis sur la route, mais non les Barth. À la suite de son fils Francis, Louis Perrin dit qu'il est passé à La Grand'Terre, où il a pénétré dans la cour sud de Gaston. Il affirme avoir vu Nelly Leroy et sa fille à l'entrée de la bergerie en compagnie de Jacky mais non son père François Barth. Il poursuit, disant qu'il n'est pas surnommé Jo. Il exhibe une dentition métallisée, comportant un chicot, et qui peut passer pour le visage effrayant dont il a été question.
Le 12 novembre, Nelly Leroy, compagne de Me Pollack, est interrogée par le commissaire Constant. D'après elle, leur visite à la ferme se serait déroulée le lundi 8 septembre. Hormis les Dominici, elle ne se souvient que de Jacky Barth ; elle se rappelle qu'à un moment, un homme à la dentition métallisée s'est approché de la bergerie et est reparti aussitôt. Bien sûr, les avocats Pollak et Charrier ne seront pas interrogés.
Ce même 12 novembre 1952, Gustave Dominici est condamné à deux mois d'emprisonnement pour non-assistance à personne en danger par le tribunal de Digne. Son passé de FTP lui épargne d'encourir la peine maximum prévue à cet effet. Il est libéré le 15 décembre 1952.
Ce même jour, un certain Wilhelm Bartkowski, détenu à la prison de Stuttgart depuis le 9 août 1952, prétend avoir conduit la voiture d'un commando de tueurs à gages recruté en RFA par un service secret de l'Est et chargé d'exécuter les Drummond. Il se rétractera quelque temps plus tard, après avoir été auditionné par le commissaire Gillard.
Depuis l'incarcération de Gustave, Paul Maillet reçoit des lettres de menaces de mort. Le matin du 17 novembre, il échappe de peu à une tentative d'attentat, artisanal mais efficace, un fil de fer tendu en travers du chemin qu'il dévalait à vélomoteur et qui aurait pu le décapiter. Un peu avant Noël, des inconnus rôdent toute la nuit autour de la maison et dans la cour de La Maréchale, la ferme de Maillet.
Le 17 novembre, le docteur Morin complète son témoignage du 6 août. Ce jour-là, il avait seulement parlé de son changement de campement vers la plateforme à la sortie du pont de la voie ferrée à l'invitation de Gustave pendant l'été 1951. Il dit qu'au moment de partir, il est allé prendre congé à La Grand'Terre, mais il ne sait plus s'il s'est rendu chez Gaston ou chez Gustave. Gustave lui aurait présenté deux armes de chasse, dont l'une utilisée pour la chasse au sanglier. La hausse de celle-ci — en fait le guidon manquant — aurait été remplacée par une demi pièce d'un franc de l'époque, soudée par Gustave. Sur présentation de la photo de la US M1, Morin ne reconnaît pas la carabine sans chargeur que Gustave lui a présentée, différente de la carabine US qui en possède un. À ce stade de l'enquête, son témoignage est considéré comme flou et n'est pas retenu.
Le 30 novembre, Paul Maillet est exclu du PCF pour « collaboration avec la police » par le secrétaire départemental Roger Autheville, ancien chef FTP et ami de Gustave.
Le 4 décembre, le professeur Ollivier dépose un nouveau rapport d'expertise sur le graissage du Springfield saisi chez Aimé Perrin. Le spectre du lubrifiant de ce fusil est très différent de celui de la Rock-Ola.
Le 20 janvier 1953, le commissaire Sébeille reprend officiellement l'enquête. Il lui est recommandé d'éviter de faire des déclarations intempestives à la presse.
Paul Maillet révèle aux gendarmes de Forcalquier le 23 janvier, puis au commissaire Sébeille le 27 janvier 1953, que Gustave Dominici a assisté aux meurtres des Drummond depuis le champ de luzerne.
Une énigmatique femme habillée de noir, présente sur le terre-plein de la halte des Drummond, vue par Yvette et Gustave Dominici le soir du 4 août 1952 vient embrouiller un peu plus une affaire déjà compliquée.
Le 27 janvier, Aimé Perrin vient apprendre à Sébeille que Gustave et Yvette auraient vu une femme vêtue de noir, le soir du 4 août, aux abords de la Hillman. Yvette le lui aurait appris lors de leur rencontre au matin du 5 août et prétend que Clotilde Araman, une fille Dominici, le sait aussi. Le 14 février, interrogée à son tour, celle-ci confirme et dit qu'elle le tient également d'Yvette. Mais elle dit aussi que Gustave nie cette présence. Clotilde pense qu'il pourrait s'agir de sa mère, mais ce n'est pas crédible, Gustave n'aurait pas manqué de reconnaître sa mère.
Ce fait est répété le 29 janvier 1953 au commissaire Sébeille par Roger Perrin fils, l'un des petits-fils de Gaston Dominici ; le lendemain, Roger renouvelle ses déclarations à la gendarmerie de Forcalquier.
Le 2 février, le commissaire Sébeille interroge le gendarme Bouchier. Celui-ci dit avoir vu Roger Perrin passer à vélo vers 8 heures, le matin du 5 août, et le gendarme est affirmatif : il a vu Roger revenir un instant plus tard à pied, le vélo à la main, en compagnie de son grand-père et de Gustave, tous trois sortant de la ferme pour venir sur le campement. Alors que cet épisode semble insignifiant, Gaston autant que Gustave le contestent à l'unisson devant le juge Batigne le 19 novembre 1955. Pourquoi sortir ensemble de La Grand' Terre devait-il être caché ? Lors de sa première déposition, Gaston dit avoir appris le crime par Gustave, mais comme la version de Roger menace le témoignage de Roure qui intervient à décharge, le père et le fils vont nier. En fait, Roger l'avait fait savoir à Sébeille dès le 29 janvier 1953. La réponse semble être double : le retour de F. Roure à la ferme à 7 h 45 et brouiller les pistes sur l'identité du véritable propriétaire du vélo utilisé par Roger. Bouchier ayant demandé à Roger de tenir le décamètre, Gaston, furieux, intervient et le renvoie à la ferme. Mais, Roger rechignant à obéir, restera un moment sur les lieux avant de repartir avec son grand-père. Ils reviennent vers 11 h 00 ; Gaston présente alors son petit-fils au procureur Sabatier, ce qu'il niera farouchement à son procès.
Le 19 mars 1953, le capitaine Albert recueille les déclarations du gendarme Émile Marque de la brigade de Valensole. Celui-ci déclare avoir vu les Drummond arriver à l'hôtel L'Ermitage vers 18 h 15 et en repartir environ une heure après. Le gendarme poursuit, disant qu'une heure après leur départ, est arrivé un couple anglais dont la femme était vêtue de noir. L'homme a demandé au gendarme s'il avait vu une voiture anglaise, celle des Drummond ? Marque a répondu par l'affirmative et l'homme est allé téléphoner dans l'hôtel pendant que la femme est restée près de la voiture. Le couple est reparti un quart d'heure plus tard. Pour la seconde fois dans cette histoire, la présence d’une femme habillée de noir est mentionnée. Bien qu'il soit le fait d'un gendarme, ce témoignage est considéré comme tardif et n’est pas retenu par l'instruction. Le gendarme n’est pas convoqué au tribunal pour déposer.
Le 3 mai, le commissaire Constant remet son rapport final au divisionnaire Harzic. Il souligne la parfaite coopération des communistes locaux avec les enquêteurs, ce qui n'est pas sans étonner dans la mesure où Jean-Pierre Chabrol avait surnommé le commissaire Sébeille « commissaire Tournenrond » dans L'Humanité-Dimanche. En même temps, la fédération bas-alpine du PCF avait organisé des comités de défense des Dominici, courant août 1952, et programmé une manifestation de protestation anti-policière pour le début septembre. Toutes ces initiatives avaient été interdites par arrêté préfectoral.
Le 7 mai 1953, à Digne, où depuis quelque temps il est employé comme commis-boucher, Roger Perrin fils révèle au commissaire Sébeille l'existence d'un seau d'eau en toile dont les Anglaises se seraient servi pour aller prendre de l'eau à la ferme. Le lendemain, sa mère Germaine, à qui Yvette s'est confiée aussi, confirme la venue des Anglaises à la ferme au commissaire Sébeille. Par ailleurs, l'argent des Drummond ainsi qu'un certain nombre d'objets dont un appareil photographique leur appartenant ont disparu.
Le 13 mai 1953, le commissaire Sébeille recueille à Marseille le témoignage discordant de Jean Ricard qui a campé la veille du meurtre sur le plateau de Ganagobie. Il déclare être passé sur les lieux du drame le 5 août 1952, vers 7 heures, et dit avoir vu Anne Drummond allongée sur le dos parallèlement au côté gauche de la voiture, les pieds au sud vers la ferme et le corps partiellement recouvert d'une couverture, jusqu'en dessous des genoux. Alors qu'à 7 h 30, les gendarmes Romanet et Bouchier accompagnés d'Aimé Perrin, rencontré en route, découvrent le corps sur le ventre entièrement recouvert et en oblique par rapport à la Hillman, à plusieurs mètres, les pieds au nord-est vers la Durance. Ce déplacement du corps ne peut être le fait de Gaston Dominici qui rentre à La Grand'Terre après 7 h 45, ramenant ses chèvres qui ont brouté dès l'aube à la côte de Giropey, environ 2 km au sud.
Le 21 août 1953, le commissaire Sébeille enregistre la nouvelle déposition de J.-M. Olivier. En effet, le gendarme Gibert d'Oraison n'a consigné que partiellement la déposition du motard le 5 août 1952 ; il en parle au capitaine Albert qui l'envoie au policier et celui-ci entend à nouveau Olivier, qui lui apprend que les deux femmes Dominici étaient postées au débouché de la ferme et surveillaient le renfoncement où agissait Gustave. En plus de cette nouvelle déposition, il ressort plusieurs informations :
- l’homme qui a été vu à quatre reprises entre 23 h 15 et minuit 20 (à moins qu'il s'agisse de plusieurs individus différents), rôdant sur les lieux, ne ressemble ni à Sir Jack, ni à Gaston ; Gustave a été vu en compagnie d'un inconnu entre 23 h 30 et minuit ; M. Chaillan est probablement l'inconnu vu par les frères Duc à 0 h 20 ; sans parler du Jo dont la présence est attestée à la ferme début septembre ;
- les témoignages des Dominici sur le nombre des coups de feu ne sont pas concordants ; celui de Gaston concorde avec celui de R. Roche tandis que ceux de Gustave et d'Yvette concordent avec celui de R. Franco ;
- l’état des lieux a été modifié à plusieurs reprises peu après la tuerie par l'un ou par les deux fermiers, du moins aux alentours de 4 heures, par Gustave, Gaston étant parti avec ses chèvres à Giropey ;
- Gustave refuse d'admettre sa présence sur le bivouac, alors même qu'il y a été surpris par Olivier ;
- Gustave a parlé de plusieurs cadavres et non pas du seul cadavre de la fillette sur le talus de la Durance ; il prétend avoir désigné la seule Elizabeth, la disant morte, alors qu'il la savait encore vivante ;
- Marie et Yvette Dominici se tenaient aux aguets à l'entrée de la ferme ; elles savaient donc que Gustave était en train d'opérer sur les lieux du crime ;
- les Dominici n'avaient donc ni l'intention de secourir la petite Elizabeth, ni de donner l'alerte, et cela pour une raison évidente : il fallait laisser le temps à Gustave pour modifier à nouveau les lieux, même après le passage de J. Ricard après 7 h 00 ;
- Gustave ne cesse donc de mentir depuis sa première audition le 6 août 1952.

### De mensonge en mensonge
Lorsqu'il est interrogé par les gendarmes sur son emploi du temps au matin du 5 août 1952, Roger Perrin déclare s'être levé à cinq heures pour s'occuper du bétail avant de partir à six heures pour Peyruis chercher sa bouteille de lait chez le père Puissant. Celui-ci lui aurait dit que son ami Jean Galizzi avait emporté par mégarde la bouteille à Pont-Bernard et c'est là qu'il aurait appris la mort des Anglais. Interrogé à son tour, Galizzi va confirmer dans un premier temps. C'est en se rendant à Peyruis que les gendarmes vont s'apercevoir que le père Puissant est décédé depuis novembre 1951. Entendu à nouveau, Galizzi va s'effondrer et reconnaître avoir fait un témoignage de complaisance. Selon Daniel Garcin, employeur de Galizzi, ce dernier aurait couché la nuit du 4 au 5 août à La Cassine, une ferme située au-delà de Peyruis et que les Perrin de La Serre venaient de prendre en métayage.
Roger Perrin va avancer une nouvelle version : c'est Faustin Roure, chef d'équipe des poseurs de voie de la gare de Lurs, qui l'aurait informé lors d'une halte à La Serre. Auditionné par les gendarmes, Faustin Roure va démentir avant de revenir sur ses déclarations pendant le procès.
Quand il lui est demandé comment il s'est rendu sur les lieux des meurtres, Roger Perrin déclare avoir utilisé le vélo de course de son cousin Gilbert, fils de Clovis Dominici. Entendu sur ce point, Clovis Dominici affirme n'avoir prêté le vélo de son fils que le 18 août 1952. Mais les gendarmes n'ont vu que la bicyclette de Gustave Dominici au pied du mûrier dans la matinée du drame. Postérieurement, Roger prétendra avoir emprunté la bicyclette de sa mère Germaine ; celle-ci a toutefois passé la nuit du 4 au 5 août à La Cassine et son fils affirme avoir dormi seul à La Serre.
Édifiés sur ses capacités de mensonge, les gendarmes vont alors l'interroger sur son emploi du temps la veille du drame. Il prétend s'être rendu en début de soirée au quartier de Saint-Pons, un lieu-dit situé à environ 1 km au nord de la ferme Dominici, pour y arroser des plants de haricots et bavarder avec Paul Delclite qui travaillait dans une parcelle voisine. Auditionné, Delclite va démentir avoir rencontré le petit Perrin. Réentendu, Roger va fournir un nouvel alibi : c'est sa mère Germaine Perrin qui l'a aidé à arroser ses plantations. Cette dernière va confirmer cette version. Toutefois, Roger a oublié qu'il a affirmé au commissaire Constant, le 23 septembre 1952, que sa mère était partie, à bicyclette, rejoindre son mari Roger à La Cassine, au-delà de Peyruis, le 4 août 1952 à 14 h 00.
Ces mensonges successifs auraient dû alerter les enquêteurs, malgré un faisceau de présomptions réuni par les gendarmes. En dépit de cela, le commissaire Sébeille considère le jeune Perrin comme un hâbleur sympathique. Contrairement à une opinion répandue par la presse, Roger Perrin n'est pas un mythomane. Il ne ment que sur trois points : sur sa présence éventuelle à La Grand'Terre la nuit du drame ; sur la façon par laquelle il a appris le meurtre des Drummond et sur la bicyclette avec laquelle il s'est rendu sur les lieux du crime, au matin du 5 août, quand le gendarme Bouchier l'a vu arriver vers 8 h 00.
Le matin du 12 novembre 1953, une reconstitution est organisée sur les lieux du crime avec la participation de M. Boyer, J. Ricard, F. Roure et C. Dominici ; le docteur Dragon et le motard J.-M. Olivier sont également requis. La première partie concerne la position exacte du corps d'Anne Drummond : les trois premiers témoins confirment la position du corps en parallèle à gauche de la voiture, sauf J. Ricard qui maintient que la couverture était relevée jusqu'aux genoux. Quant à Clovis, il indique une position en diagonale, à 6 m de la Hillman, avant d'admettre une position sur le dos parallèle à la voiture. Gustave est amené ensuite ; réticent, il dispose la couverture en oblique loin de la voiture. Il est confondu devant les autres témoins, ainsi que concernant la position où il a exactement hélé J.-M. Olivier lors de son passage vers 6 h 00. Pris en flagrant délit de mensonge, Gustave est emmené au palais de justice de Digne, suivi en fin de matinée par J. Ricard, F. Roure, C. Dominici, P. Maillet, Germaine Perrin et son fils Roger. Contrairement à ce qu'il prétendra a posteriori, pour le commissaire Sébeille Gustave est bien le suspect no 1. En effet, Gaston Dominici est resté cantonné à la ferme et n'a pas été inquiété.
Confronté à Maillet et Olivier, Gustave commence par nier avant de reconnaître les faits. Vient le tour de Roger Perrin qui tient tête et se montre arrogant envers son oncle. On se demande ce qui serait ressorti d'un véritable interrogatoire de Roger mais le commissaire Sébeille n'y a pas pensé. Gustave admet que les Anglaises sont bien venues à la ferme, mais en son absence. Il prétend avoir découvert Elizabeth râlant à 4 h 00. C'est seulement à 5 h 45 qu'il aurait découvert les corps des parents, sans y toucher — ce qui laisse supposer que d'autres l'ont fait — après s'être occupé de son bétail. L'interrogatoire est suspendu à 19 h 00 avant de reprendre à 20 h 30. Dans la nuit, Gustave reconnaît avoir déplacé le corps d'Anne Drummond sans fournir d'explication crédible : il prétend l'avoir fait pour rechercher sous le corps des cartouches provenant de la ferme. Gustave finit par avouer : « Je cherchais les balles ou étuis. J'avais peur qu'il s'en trouve provenant de la maison. » Cette phrase aurait dû alerter le commissaire mais il passera outre : elle signifie implicitement que d'autres munitions, présentes sur le terrain, ne sont pas originaires de la ferme. Son explication est d'autant plus invraisemblable qu'il déclare avoir vu les deux étuis et les deux cartouches groupées par paires — ce qui correspond à une mise en scène — mais qu'il n'y a pas touché alors qu'il manque quatre étuis.
Il ajoute avoir été dérangé par l'arrivée impromptue de Jean Ricard et n'avoir eu que le temps de se cacher dans la ravine au bout du terre-plein. D'autres mises en scène ne seront pas abordées non plus, notamment concernant les sandales de lady Drummond, camouflées sous un coussin sur le petit sentier qui part en oblique du phare gauche de la voiture vers le chemin de la voie ferrée, ou la couverture coincée sous le corps de l'Anglaise, en plus de celle qui la recouvrait, ce qui laisse supposer que deux personnes ont opéré pour effectuer le déplacement du corps. Clovis serait-il resté à la ferme après le départ des poseurs de voie pour assister son cadet Gustave ?
Le matin du vendredi 13 novembre, le juge Périès fait amener par les gendarmes Germaine Perrin et son fils Roger, mais aussi Yvette Dominici. À 9 h 30, le juge interroge cette dernière sur la venue des Anglaises à la ferme. Yvette nie, même lorsque le juge lui dit que Gustave a fini par l'admettre. À 10 h 00, le juge confronte sans résultat Yvette à Roger. Il envoie chercher Gustave chez le commissaire, puis il y ajoute Germaine Perrin. En vain : Yvette tient bon devant les trois autres et refuse d'admettre le fait. Dans l'après-midi, vers 14 h 45, Gustave s'effondre en pleurs et accuse son père Gaston d'être l'auteur du triple meurtre des Drummond. Le commissaire Sébeille se contente de rédiger un procès-verbal de sept lignes, notant les accusations de Gustave sans lui poser aucune question.
À 16 h 30, Gustave est interrogé par Périès. Il déclare avoir été réveillé par les coups de feu et ne pas s'être rendormi. Vers 4 h 00, il a entendu son père se lever et l'a rejoint dans la cuisine du vieux couple. Comment se fait-il alors qu'il n'ait pas entendu Gaston rentrer après la fusillade ? Son père lui aurait révélé être l'auteur des coups de feu avec une carabine qu'il tenait camouflée, dans sa chambre ou dans la bergerie. Il n'est pas encore question de la remise, une trouvaille de Clovis comme on le saura plus tard. Gustave prétend avoir ignoré l'existence de la carabine. Gaston serait parti faire un tour de chasse au lapin avec une arme de guerre. Gaston lui aurait avoué avoir tué les Anglais, en tirant d'abord sur le père. Par contre, il ne lui aurait pas dit comment il avait tué Elizabeth. Ensuite, Gaston se serait débarrassé de l'arme sans préciser où ni comment. À une question du juge, Gustave précise que son père aurait assommé la fillette en contrebas du pont, alors que précédemment, il disait ignorer l'emplacement du corps. Il s'y serait rendu après avoir quitté son domicile (et non la cuisine de Gaston comme il l'affirmait auparavant), découvrant alors que la fillette vivait encore. Selon les légistes, interrogés par le commissaire Constant en octobre 1952, Elizabeth n'a pu survivre plus d'une heure à ses blessures. De là, il serait remonté vers le campement et aurait vu les cadavres des parents recouverts, mais non celui de la fillette. Gustave serait revenu à la ferme, entre 4 h 30 et 4 h 45, pour informer Yvette et Marie, qui s'affairaient dans la cour, qu'il venait de découvrir Elizabeth qui vivait et remuait encore. Cette séquence est peu probable ; si l'on suit les déclarations de Gustave, il n'a pu mettre plus de dix à quinze minutes pour découvrir les corps. Comment se fait-il alors que Gaston, poussant ses chèvres vers Giropey, n'ait pas croisé les femmes qui s'activaient dans la cour, debout bien avant leur lever habituel ? Gustave poursuit en disant qu'il s'est occupé de son bétail avant de revenir sur le campement à la recherche de quelques objets appartenant à son père. Il a vu les étuis mais n'y a pas touché. C'est alors qu'Olivier est passé. Il s'est passé environ 1 h 30 entre la découverte des corps et l'irruption d'Olivier, ce qui ne suscite aucune réaction du juge alors que les propos de Gustave présentent des invraisemblances. Il continue de mentir en affirmant que son père lui avait ordonné de se taire, alors que, dans les semaines qui ont suivi le drame, plusieurs personnes étaient partiellement informées, dont Clovis et P. Maillet.

### L'accusation et les aveux de Gaston Dominici
Les fils de Gaston Dominici, Gustave et Clovis, accusent leur père dans l'après-midi du 13 novembre 1953. À son tour, celui-ci les accuse d'avoir fomenté un complot contre lui avant de rejeter la responsabilité du triple meurtre sur son fils Gustave et Roger Perrin, lors de la contre-enquête de 1955.
Gaston arrive vers 19 heures à Digne, emmené par le commandant de gendarmerie Bernier. Il est officiellement interrogé jusqu'à 22 h 30, toute la nuit selon d'autres sources[réf. souhaitée].
En milieu de matinée du 14 novembre 1953, emmenés à La Grand'Terre, Gustave et Clovis désignent l'étagère du bas dans la remise comme lieu où aurait été entreposée la US M1 ; cet épisode est précédé d'un pugilat entre les femmes et filles Dominici d'une part, les représentants de la force publique d'autre part, qui les ont repoussées dans un local de la ferme.
Dans la journée du 14 novembre, Gaston est interrogé sans succès jusqu'à 18 heures. Sa garde est confiée au gardien de la paix Guérino. À 19 heures, Gaston en tête-à-tête avec le policier s'accuse du meurtre des Drummond tout en précisant qu'il s'agit d'un accident : les Anglais l'ont pris pour un maraudeur et l'ont attaqué. Gaston demande à Guérino d'aller chercher le commissaire Prudhomme de Digne, qu'il prend pour le président du tribunal, refusant d'avouer devant le commissaire Sébeille.
Relevé à 20 heures par son collègue Bocca, Guérino s'empresse d'aller informer son supérieur pendant que Gaston se met à varier sur ses premiers aveux à l'intention de Bocca. À l'arrivée de Prudhomme, Gaston lui demande de rédiger « la feuille qu'il est coupable » tout en se proclamant innocent et prétendant se sacrifier pour sauver l'honneur de ses petits-enfants. Agacé, Prudhomme lui rétorque qu'il n'est pas là sur un marché pour marchander ; il est coupable ou il ne l'est pas. Le commissaire Prudhomme ne demande pas de quels petits-enfants il s'agit, à savoir l'ensemble de ses petits-enfants ou les enfants de Gustave et/ou celui de Germaine Perrin. Au lieu de cela et compte tenu des difficultés rencontrées par le vieillard pour s'exprimer, Prudhomme lui suggère le mobile du crime sexuel. Dès lors, sur le thème de la paillardise, Gaston va modifier complètement sa version initiale : il n'est plus question de maraude et d'accident mais d'attirance sexuelle pour Anne Drummond.

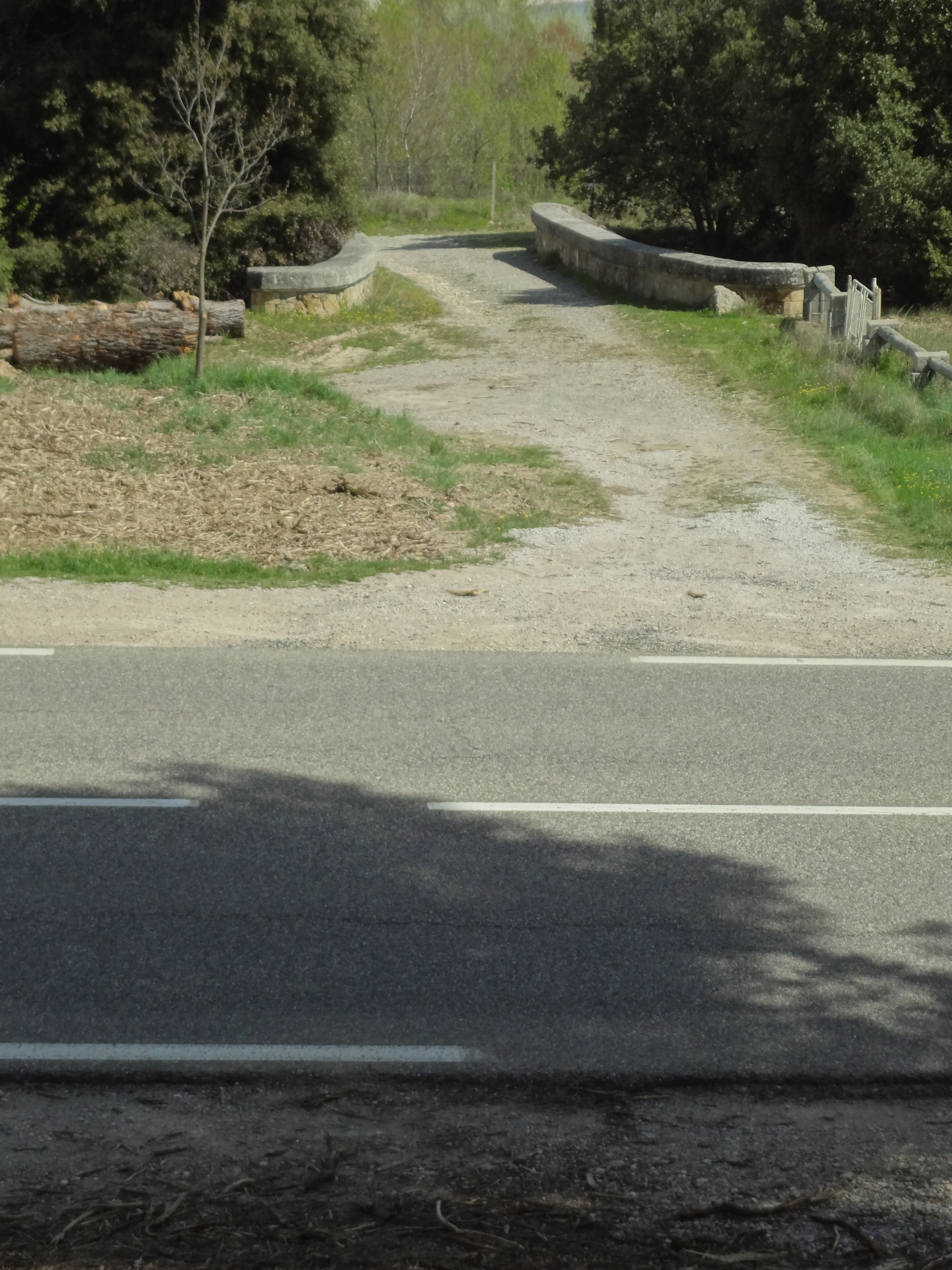
Le pont par lequel Elizabeth Drummond a tenté de s’enfuir.

Plus tard dans la nuit, il renouvelle ses déclarations au commissaire Sébeille pendant que Prudhomme tient le rôle de greffier. Gaston prétend avoir vu Mme Drummond se déshabiller et lui avoir proposé un rapport sexuel. Le bruit de leurs ébats aurait réveillé le mari. Une bagarre aurait suivi et Gaston aurait fait taire le mari ulcéré par trois tirs, dont deux de face, avant de tirer une fois ou deux sur l'épouse Drummond. Elizabeth qui s'était enfuie vers le pont, aurait été rattrapée par Gaston, et il l'aurait assommée d'un seul coup de crosse sur la pente de la Durance.
Les aveux formulés par Gaston et le mobile sexuel sont en contradiction avec les rapports d'autopsie : le cadavre d'Anne Drummond a été retrouvé entièrement habillé, avec la robe qui portait les impacts de balles. Par ailleurs, l'autopsie a démontré l'absence de rapport sexuel avant la mort.
Le matin du 15 novembre, le juge Périès arrive tôt à son bureau, ignorant les aveux de Gaston. Le concierge Giraud l'en informe à son arrivée au Palais, Sébeille s'étant abstenu de le faire. Au lieu de faire amener Gaston pour l'auditionner, Périès interroge Giraud jusqu'à 9 h 15. Sébeille arrive à 9 h 30 et, au lieu de se rendre chez le juge, va dans la Chambre du Conseil où Gaston est détenu. À 10 h 15, Sébeille présente Gaston au juge Périès. Le suspect clame son innocence et accuse Gustave d'être le véritable auteur de la tuerie. Dans ces conditions, le juge préfère se retirer avec son greffier Barras.
À 11 h 15, Périès revient vers Gaston qui accepte de se reconnaître comme le seul auteur du massacre. Il précise que c'est la première fois qu'il utilisait la US M1 et qu'il l'a emportée à tout hasard pour faire un tour de chasse dans l'espoir de tirer un blaireau ou un lapin. Le juge ne se pose pas la question de la préférence pour une arme de guerre, alors que le fermier possédait des armes de chasse. De plus, Gaston soutient que le chargeur de la US M1 était plein, soit quinze cartouches, et qu'il a grappillé en plus deux ou trois cartouches parmi d'autres qui étaient éparpillées sur l'étagère. Six coups de feu ont été tirés et deux cartouches pleines et deux étuis vides ont été retrouvés sur le terre-plein : en d'autres termes, il manque une dizaine de cartouches alors que le chargeur a été retrouvé vide.
Gaston soutient qu'il utilisait l'arme pour la première fois et ne connaissait pas son fonctionnement semi-automatique. Comment dans ces conditions, Gaston a-t-il pu abattre deux adultes alertes avant de tirer, à plus de 60 m de distance, sur Elizabeth qui s'enfuyait à l'entrée du pont, la blessant à l'oreille droite ? Il avait, certes, tiré sous la clarté de la pleine lune, mais Gaston est myope et ne porte pas de lunettes. Périès ne pose pas ces questions, tout comme le commissaire Sébeille qui manifeste son désintérêt pour les questions techniques liées à l'utilisation de l'arme et à la balistique. Il avoue plus tard, dans son livre, n'avoir jamais consulté les rapports d'autopsie des victimes. Ce qui importe pour le commissaire Sébeille, ce sont les aveux, dont il concède qu'ils sont mitigés, et non les éléments matériels qui démentent les aveux hétéroclites du vieux fermier. Le procureur Sabatier et le juge Périès n'ont, par ailleurs, fait que suivre le commissaire Sébeille au lieu de diriger l'instruction.
Dans l'après-midi du 15 novembre 1953, le juge Périès parle pour la première fois d'un pantalon de Gaston vu, séchant sur la treille de la cour du vieux couple, par l'inspecteur Girolami en fin d'après-midi du 5 août 1952. L'inspecteur Girolami confirme par écrit le 24 août 1955 aux policiers chargés de la contre-enquête.

### L'inculpation de Gaston Dominici
Le matin du 16 novembre 1953, une reconstitution est réalisée sur les lieux du crime sans inculpation de Gaston, en infraction avec la loi du 8 décembre 1897 sur l'instruction criminelle. Emmené à son tour dans la remise, alors qu'on lui demande où était rangée l'arme du crime, Gaston désigne une étagère différente de celle indiquée par ses deux fils ainsi qu'en font foi les clichés pris sur place. La reconstitution est rapidement exécutée en suivant les aveux bancals du patriarche et le scénario ébauché par le commissaire Sébeille dès les premiers jours de l'enquête. Une tentative de suicide de Gaston Dominici est considérée comme un aveu de culpabilité. À l'issue de la reconstitution, le vieux Dominici est inculpé dans un fourgon de gendarmerie, ce qui est contraire à la procédure criminelle. La Cour de cassation validera cet état de fait contraire à toutes règles de jurisprudence fin juillet 1954.
Dans les jours qui suivent l'incarcération de Gaston, la presse l'accable, le traitant de « tueur tatoué », « sanglier des Basses-Alpes », « monstre de Lurs », « bouc lubrique », etc. Il est soupçonné de relations contre nature avec ses chèvres. On parle d'adultère, de beuveries et de violences familiales. L'icône du patriarche de la Grand'Terre est singulièrement écornée dans l'opinion. Les filles et femmes Dominici sont accusées d'avoir tous les vices, et l'on décrie l'incontinence sexuelle des femmes insulaires au sujet d'Anne Drummond.
Du 18 novembre 1953 à la fin du premier trimestre 1954, Gustave et Yvette Dominici multiplient les déclarations contradictoires et mensongères lors de leurs auditions. Dans la même période, une frénésie épistolaire saisit les enfants Dominici dans un milieu où l'on ne pratique guère la correspondance. Ces courriers sont rédigés pour être interceptés et lus par les enquêteurs.
Le 24 novembre, Clovis donne au juge Périès une troisième version de la conversation où son père lui révèle, fin novembre 1952, qu'il est l'auteur du triple crime. Clovis continue de varier dans ses déclarations, sans doute à cause de l'aide qu'il a pu apporter à son cadet Gustave pour modifier l'état des lieux et des victimes, entre le passage de J. Ricard et l'arrivée des gendarmes vers 7 h 30.
Le 30 novembre, un certain Elie Gautier est entendu par le juge Périès. Ce témoin dit avoir pris Paul Maillet en stop début novembre 1953. Il lui aurait appris être venu en 1951 chez Gaston prendre un apéritif après l'avoir pris également en stop. E. Gautier aurait vu un fusil unicanon, mais sans chargeur, suspendu au mur du séjour, face à la porte d'entrée. Gaston lui aurait dit que c'était une arme pour le sanglier. Confronté à Maillet, ce dernier confirme et ajoute que Gautier lui aurait dit l'arme rafistolée par Gaston. Le témoin nie avoir donné ces précisions. Maillet confirme, par ailleurs, n'avoir jamais vu l'arme du crime chez Gaston depuis le temps qu'il fréquente la ferme. Il pourrait toutefois s'agir du fusil Gras rechambré pour la chasse au gros gibier qui a été saisi le 7 août 1952[réf. souhaitée].
Le 5 décembre, le juge Périès auditionne Gustave sur la carabine US. Ce dernier dit avoir rangé la remise avec l'aide d'Yvette, après le départ de son frère Aimé fin janvier 1951 ; d'après lui, la carabine n'était pas présente dans le hangar (43° 58′ 30″ N, 5° 54′ 29″ E). C'est plus tard qu'il l'a vue, une seule fois ; il ne l'a pas prise en main mais il a remarqué qu'elle était rafistolée et que deux chargeurs étaient posés à côté, aucune cartouche en vrac n'étant présente sur l'étagère. D'après lui, l'arme était facilement visible. Il suppose que Gaston la tenait cachée dans sa chambre mais sa mère Marie affirme ne l'avoir jamais vue dans la chambre de Gaston.
Le 7 décembre, le commissaire Sébeille entend Paul Maillet qui confirme la confidence reçue de Gustave, début septembre 1952, sur l'audition des cris d'horreur des Drummond. Il ajoute que Gustave était dans le champ de luzerne et a été témoin de la tuerie, ce que n'a jamais admis Gustave qui a toujours prétendu ne pas être sorti de sa chambre. Or, pour voir, Gustave a dû s'approcher de très près pour assister au drame. Le champ de luzerne se situe au-delà du bivouac comme le montrent des photos aériennes de l'époque, et non entre la ferme et le chemin du pont de la voie ferrée comme l'a soutenu l'accusation. Que faisait donc Gustave dehors au moment du drame ? De plus, s'il était dehors, sa version de la rencontre avec Gaston dans la cour à 4 h 00 du matin est donc mensongère. Dans la foulée, le commissaire Sébeille va aller interroger Escudier, épicier à La Brillanne, à qui P. Maillet s'est confié en septembre 1952 ; l'épicier confirme les déclarations du cheminot.
Le 17 décembre, le juge Périès auditionne P. Maillet qui renouvelle ses déclarations précédentes. Il ajoute qu'il n'a jamais soupçonné Gaston avant ses aveux, ni d'ailleurs Gustave qui a vu un assassin qu'il ne veut pas dénoncer par crainte de représailles. Il dit encore croire que Gustave cèle une partie de la vérité. Ensuite, le juge entend Gustave qui soutient que Gaston circule de nuit en pantoufles, et qu'il n'a pas entendu son père se lever avant 4 h 00. Le juge ne relève pas le caractère fantaisiste d'une sortie de Gaston en pantoufles. Mis en présence de P. Maillet, Gustave nie et soutient qu'il n'est pas sorti de sa chambre.
Maillet parti, le juge récapitule devant Gustave l'ensemble de ses mensonges depuis le début. Selon une technique éprouvée, Gustave commence par dire qu'il va enfin dire toute la vérité ; il ne situe plus à 4 h 00 mais à 2 h 00 du matin la rencontre avec son père, qu'il a trouvé près du puits de la cour, très agité. Dans la version précédente, il l'avait trouvé très calme. Il se serait ensuite précipité au talus pour constater que la fillette était encore vivante. Le juge ne remarque pas que, même sous la pleine lune, Gustave aurait dû s'approcher de très près pour vérifier. Il dit être monté au bivouac, sans toucher à rien ni chercher des munitions. Il assure qu'il n'a pas fouillé dans la voiture ni dans les affaires éparses autour ; cette insistance à soutenir qu'il n'a touché à rien aurait dû attirer l'attention du juge Périès; mais ce dernier, soit par négligence, soit par peur que Gustave ne se taise, n'a pas réagi, alors qu'à l'évidence le véhicule a été fouillé à plusieurs reprises. Il serait passé ensuite à la remise pour constater la disparition de la carabine avec ses deux chargeurs. Le juge ne relève pas que, dans l'obscurité du local, il lui était impossible de contrôler. En revenant se coucher, son père n'était plus dehors mais il y avait de la lumière dans la cuisine de ses parents. Gustave serait donc remonté dans sa chambre pour tout raconter à Yvette et ne serait ressorti que vers 5 h 00. Gustave ajoute que Clovis lui aurait confié ses soupçons sur P. Maillet.
Le juge fait amener Clovis pour le confronter à son frère. Clovis dit qu'il a soupçonné Maillet dès le 5 août 1952 car ce jour-là il était arrivé en retard sur le chantier de la gare de Lurs. Il a reconnu la carabine lorsque le commissaire Sébeille la lui a présentée. Le soir même, il a constaté sa disparition dans la remise. Il en a fait la remarque à Gustave, qui lui a répondu qu'il le savait. Clovis a néanmoins soupçonné son frère qui lui assurait que ce n'était pas lui. Précédemment, les deux frères avaient prétendu qu'ils en avaient seulement parlé le 17 ou le 18 décembre 1952, lors de la coupe de bois à Saint-Pons. Clovis poursuit en affirmant qu'il a vu la US M1 seulement après le départ de leur frère Aimé en janvier 1951. Il l'aurait prise en main et n'aurait vu qu'un seul chargeur enclenché, alors que Gustave parle de deux chargeurs et tient tête à son aîné sur ce point.
Le 18 décembre, le juge Périès se présente à l'improviste à La Grand'Terre vers 14 h 00 et fait sortir Gustave pour interroger Yvette. Le juge lui demande de refaire le récit de la nuit du drame. Yvette dit avoir entendu six ou sept détonations et moins distinctement les cris des victimes. Elle a donné le biberon au petit Alain à 1 h 30, après une interruption des aboiements des chiens. Gustave se serait levé seulement après 1 h 30. Il se serait absenté environ un quart d'heure et a trouvé son père dans la cour, abattu comme un homme ivre. Elle n'a pas entendu son beau-père sortir et rentrer, ni entendu les deux hommes se parler dans la cour. Gustave se serait recouché vers 1 h 45 en lui apprenant que Gaston avait tué les Anglais. Elle dit que son beau-père s'est levé et est parti avec ses chèvres avant 5 h 00. Yvette affirme que Gustave ne lui a pas dit s'être rendu sur les lieux du crime, après avoir parlé avec son père et avant de se recoucher vers 1 h 45. Elle assure qu'ils se sont levés vers 5 h 00 et Gustave, après avoir soigné les bêtes, serait allé au bivouac. C'est à son retour qu'il a appris à Yvette et Marie, qui s'activaient dans la cour, que la fillette était encore vivante, en dessous du pont. Ce n'est que beaucoup plus tard que Gustave aurait vu bouger un bras de l'enfant. Selon Yvette, Gustave est allé plusieurs fois sur les lieux du drame après 5 h 00.
Le juge ne relève pas qu'Yvette situe la découverte du petit corps en dessous du pont, et non sur la pente du talus de la Durance. Si Yvette dit la vérité au sujet de cet épisode, cela suppose que le corps d'Elizabeth se trouvait initialement sur la voie ferrée, après un premier transport, et qu'il a été déplacé ultérieurement. Ce n'est qu'après son retour du marché d'Oraison, en fin d'après-midi, que Gustave lui aurait appris que Gaston avait tué avec la carabine US. Elle affirme avoir ignoré l'existence de cette arme, ni avoir vu celle-ci sur l'étagère de la remise avant que Gustave ne lui désigne cet endroit le 5 août. L'arme du crime n'aurait donc pas été présente à la ferme avant la tuerie si Yvette dit la vérité. Elle ne se souvient pas à quel moment elle a appris que Clovis connaissait l'identité du meurtrier ; elle ne sait si c'est Gustave qui le lui a révélé à l'époque ou le 14 novembre 1953.
Le juge Périès confronte alors Yvette à son mari ; Gustave répond qu'il s'est recouché vers 2 h 30 ou 2 h 45, sans avoir dit à Yvette qu'il s'était rendu sur le campement. Il n'a pas voulu lui dire que la fillette vivait encore. Alors qu'Yvette soutient que Gustave s'est recouché vers 1 h 45, celui-ci situe cet épisode environ une heure plus tard mais le juge ne relève pas les déclarations contradictoires du couple.
Les Drummond étaient en vacances depuis le 1er août 1952 à Villefranche-sur-Mer en compagnie d'un couple d'amis, Guy et Phillys Marrian, et de leurs filles, Valery et Jacqueline. Le 21 décembre 1953, Phillys vient dire au commissaire Sébeille que Jack Drummond avait emporté une importante somme d'argent dans une enveloppe au moment du départ vers Digne, le matin du 4 août 1952. Celle-ci comme son portefeuille ne seront jamais retrouvés.
Le 28 décembre, devant le juge Périès, Gustave récuse le témoignage d'Yvette ; s'il est bien allé sur le bivouac à 2 h 00 du matin, il n'a pas rencontré Gaston dans la cour et ne peut donc accuser son père du triple crime. Il confirme l'emplacement de la carabine et des deux chargeurs. Gustave précise qu'il n'a vu ni couverture sur le côté droit de la Hillman ni lit de camp devant la voiture. Le juge revient sur la femme vêtue de noir vue par Gustave et Yvette le soir du 4 août 1952, mais Gustave nie la présence de deux femmes sur le bivouac ; d'après lui, celle qui y était présente était habillée de sombre. Cette version sera reprise par Yvette lors de la contre-enquête de 1955, alors que l'existence de cette femme en noir semble tant embarrasser le couple. Contre toute évidence, Gustave va accuser Clovis d'avoir dénoncé en premier leur père. C'est fortement gêné qu'il admet qu'il agit ainsi sous la pression de la famille.
Le 30 décembre, le juge Périès auditionne Gaston qui, entouré de ses avocats, rétracte ses précédents aveux. Le juge le questionne sur la blessure à la main de J. Drummond et Gaston de répondre qu'il s'est fondé sur ce qu'avaient dit les docteurs. Gaston continue d'affirmer qu'il s'est levé à 4 h 00 pour conduire ses chèvres et c'est en revenant après 7 h 45 qu'il a appris la tuerie par Yvette. F. Roure, venu le saluer peu après, en est témoin. Il explique ses précédents aveux par la pression de la fatigue et des policiers, qui lui enjoignaient de se dénoncer sous peine de voir Gustave condamné à la peine capitale. Quant à la reconstitution, il la considère comme une comédie où il s'est dit bafoué à ce point qu'il a voulu se suicider.
Le juge fait alors entrer Gustave, lui lit ses dénonciations et demande de confirmer. Après un long silence, Gustave refuse et somme son père de dire la vérité. Les avocats de Gaston demandent que Gustave soit entendu à nouveau sur son emploi du temps de la nuit du drame. Curieusement, le juge refuse sans s'expliquer. Maître Pollack demande que Gustave s'explique sur ses accusations. Gustave biaise en expliquant sa dénonciation par des brutalités policières. Pourquoi se rétracte-t-il maintenant ? Énigmatiquement, Gustave répond : « Parce qu'il y a des témoins qui m'entendent ! » Ni le juge, ni les avocats ne lui demandent à qui il fait allusion.
Le juge fait ensuite entrer Clovis, qui rappelle les confidences de son père en novembre 1952 et confirme ses accusations. Il modifie sa précédente version ; il dit ne plus savoir dans quelles conditions s'est déclenché le massacre. Gaston insulte alors son fils Clovis et l'accuse d'avoir apporté la carabine US à la ferme. En réponse, Clovis accuse son père de faire souffrir la famille depuis trop longtemps. Pour les avocats, ses propos sentent la rancune vindicative de l'aîné, ce qui pourrait motiver sa dénonciation. Une fois Clovis renvoyé, Gustave est laissé entre les mains du commissaire Sébeille qui ne dresse pas de procès-verbal de cette audition. Ultérieurement, les avocats dénonceront cette entrevue comme une forme de pression inadmissible sur un témoin. À 18 h 00, Gustave est ramené chez le juge et demande à ne plus être confronté à son père. En échange, le juge tente de lui arracher qu'il était dehors au moment de la fusillade et que c'est son père qu'il a vu depuis le champ de luzerne. Gustave nie, il s'obstine à maintenir qu'il n'a jamais été dans la luzerne. Le juge alors offre le taxi à Gustave pour qu'il puisse rentrer chez lui. Singulier geste pour un témoin aussi singulier.
Le 29 janvier 1954, Clovis Dominici envoie une lettre à François Barth, père d'Yvette, l'exhortant à faire pression sur son gendre Gustave pour qu'il cesse ses palinodies qui risquent de le ramener au premier plan.
Le 4 février 1954, le juge Périès convoque Gustave au sujet d'une lettre adressée à son père, datée du 10 janvier, mais expédiée le 19 janvier et saisie le 28 courant par le juge. Périès le somme de s'expliquer sur les menaces auxquelles il fait allusion. Gustave répond qu'il s'agit des pressions policières des 12 et 13 novembre derniers. Il en vient à se rétracter complètement sur ses précédentes accusations : le 4 août 1952, il s'est couché vers 23 h 00 avant d'être réveillé à 23 h 30 par l'intrusion des passagers d'une moto étrangère. Il s'est rendormi et a été réveillé à nouveau par les détonations avant d'entendre des cris lointains après les derniers coups de feu. Il n'a pas pu déterminer si les détonations venaient du côté de Peyruis ou du côté de la gare, au sud. À 4 h 00, il a entendu son père se lever. Lui-même s'est levé vers 5 h 00, et à 5 h 30 il s'est dirigé vers l'éboulement pour voir si celui-ci n'avait pas obstrué la voie ferrée. Il s'est approché du campement et a constaté un certain désordre autour de la Hillman. Il s'est alors dirigé vers le pont et, à sa sortie, il a découvert la fillette qui remuait un bras. Il est remonté vers la route et ne s'est pas approché de la voiture. Il n'a pas arrêté une moto étrangère qui passait et il a pris la direction de la ferme. En cours de route, il a arrêté J.-M. Olivier qui arrivait à moto. Il dit ignorer tout des conditions dans lesquelles se sont déroulés les crimes, et son père ne lui a jamais dit être l'auteur de la tuerie. Il n'a jamais vu l'arme du crime avant le matin du 6 août 1952, quand le commissaire Sébeille la lui a présentée.
À 17 h 00, le juge Périès confronte Gustave à Clovis. Ce dernier remet au juge une lettre de menace de mort qu'il a reçue de son frère, Gaston junior. Clovis se dit persuadé qu'une partie de la famille fait pression sur Gustave afin qu'il renonce à ses accusations. Il répète qu'il a demandé à Gustave si c'était bien lui qui avait utilisé la carabine, après avoir constaté sa disparition. Gustave lui a répondu que c'était leur père qui était l'auteur des coups de feu et le lui aurait appris le matin du drame avant de mener ses chèvres à la pâture. Clovis dit, sur le moment, n'avoir accordé aucune importance à cette déclaration de Gustave, tellement il lui semblait impossible qu'un vieillard puisse commettre un tel crime et qu'au fond de lui-même, il continuait de soupçonner Gustave en dépit de ses dénégations. C'est lorsque leur père s'est confié à lui, fin novembre 1952, que ses doutes se sont dissipés. En réponse, Gustave avance que c'est lors de la coupe de bois à Saint-Pons, après sa sortie de prison, qu'il s'est confié à son aîné qui, à son tour, lui a fait part des révélations de leur père. Le juge lui demande alors pourquoi, en début d'audience, il a déclaré que son père ne lui avait jamais confié qu'il était le meurtrier. Gustave ne répond pas.
Le juge décide de faire sortir Clovis pour entendre de nouveau Gustave seul. Il lui fait remarquer que, si ses dénégations et déclarations sont admissibles avant le 15 novembre dernier, celles-ci ne le sont plus après cette date. Le juge lui rappelle ses multiples variations entre le 14 novembre et le 30 décembre précédents. Ce n'est que devant Clovis qu'il est revenu à ses déclarations antérieures du 13 novembre. Précédemment, au cours de l'audience, Gustave a prétendu avoir vu la US M1 début 1952, quelque temps après le départ de son frère benjamin Aimé de la ferme. Or, celui-ci ne s'est pas marié en décembre 1951 mais fin 1950. Devant Gustave, Clovis a répété avoir vu la carabine dès juillet 1951. Le 15 novembre dernier, Gustave a affirmé au juge que la carabine se trouvait à la ferme depuis le passage des troupes américaines. Lors de la perquisition des gendarmes en 1948, la US M1 n'était pas présente à la ferme. En clair, cela signifie que la carabine n'appartenait pas à Gaston et que, si jamais elle s'est trouvée dans la remise, elle n'y était plus, et ce bien avant le drame. À 19 h 00, le juge libère Clovis mais garde Gustave ; il veut savoir si c'est la famille qui lui a dicté la lettre. Gustave rétorque qu'il a agi de sa propre initiative tout en sachant que sa lettre serait interceptée par le juge. De guerre lasse, le juge le laisse partir.
Le 9 février 1954, le juge Périès fait saisir par les gendarmes les armes de chasse de Clovis Dominici et des Perrin de La Serre pour expertise au laboratoire technique de la police à Marseille. Il n'en fait toutefois pas autant pour le fusil de chasse et les deux PM Sten saisis chez Paul Maillet en août 1952, ainsi que pour le fusil Springfield saisi chez Aimé Perrin début octobre 1952.
Le 14 février, le sous-préfet Degrave fait parvenir une lettre au capitaine Albert, de Forcalquier, l'informant qu'un pantalon séchant à la fenêtre de la chambre de Gustave Dominici a été vu le matin du 5 août 1952. (Lettre personnelle du sous-préfet Degrave au capitaine Albert en Cote C 38.PV 424/129 du 20/01/1956 en Cote C 384 du commissaire Chenevier. ADAHP de Digne.)
Le 23 février, le juge Périès décide d'entendre à nouveau Gustave qui, par voie de presse, continue de clamer l'innocence de son père, en dépit de ses précédentes auditions où il affirmait le contraire. Gustave répète ses accusations contre Clovis : c'est son aîné et non lui qui a dénoncé leur père en premier. Ses sœurs l'ont incité à ne plus accuser leur père. Lui-même se demande si son père n'était pas pris de boisson lorsqu'il lui a révélé qu'il était le meurtrier des Drummond et si ce n'est pas là le fruit de l'imagination du cerveau embrumé du vieux fermier. Il ne peut donc continuer d'accuser son père puisque ce dernier se dit innocent dans ses lettres. Au sujet de la US M1, il ne dit plus l'avoir vue en 1951 ou quelques jours avant le drame, mais plutôt trois ou six mois plus tôt, il ne se le rappelle plus. Il ne sait comment la carabine s'est retrouvée dans la remise. Il était couché au moment des détonations et n'a pas pensé à questionner son père pour savoir si celui-ci avait entendu la fusillade depuis sa chambre.
Dans cette nouvelle version, Gaston n'est plus très calme ou agité comme un fou, il est tout simplement pris de boisson ; quant à la carabine, elle n'a jamais été dans la famille, elle, qui le considère comme un fou à persister dans ses accusations. Le juge ne relève pas ces nouvelles contradictions et accepte cette dernière version.
Ce même jour, Périès entend Abel Bastide, couvreur de son état, celui-ci raconte avoir été témoin d'une scène depuis le toit de La Grand'Terre qu'il était en train de réparer. Le 26 août 1944, un command-car américain, chargé d'armes en vrac, se serait arrêté à la ferme. Un G.I. aurait fait une démonstration de tir vers la colline en présence de Gaston et de Gustave. Puis les trois hommes seraient rentrés dans la maison. Bastide n'a donc pu voir si l'un des deux Dominici a acquis la carabine à cette occasion. Confronté à Gustave, ce dernier conteste avoir été présent à cette date, car depuis le 19 août, il était mobilisé avec les FTP à Sisteron. Le surlendemain, Gaston, confronté à son tour à Bastide, le traite de menteur et d'ivrogne ; le juge note, en fin de procès-verbal, que le couvreur est effectivement en état d'ébriété.
Le 24 février, devant le juge Périès, Gaston confie ses soupçons et met en cause son petit-fils, Roger Perrin, dans le déclenchement des meurtres. Il pense qu'il en est l'instigateur parce que c'est un « rouleur ». Le juge pense que le vieillard se livre à une horrible manœuvre de diversion, mais comme Gaston a toujours prétendu se sacrifier pour sauver l'honneur de ses petits-enfants, le juge décide de convoquer le jeune Perrin.
Le 8 mars, le juge Périès convoque Roger Perrin pour l'entendre sur son emploi du temps la veille, la nuit et le matin de la tuerie. Roger virevolte dans les méandres de ses mensonges et finit par dérouter le juge, comme les gendarmes et le commissaire Sébeille avant lui. En revanche, Roger maintient ses déclarations sur la venue des Anglaises à La Grand'Terre, en précisant qu'Yvette lui a interdit d'en parler.
Les 9 et 27 mars 1954, l'expertise du professeur Ollivier révèle que le lubrifiant utilisé pour les fusils de Clovis Dominici est très proche de celui relevé sur la US M1. Le 15 mars 1954, lors d'un transport de justice à son domicile, Clovis Dominici affirme au juge Périès qu'il graisse ses fusils uniquement à l'huile d'olive issue de sa récolte personnelle. Le juge emporte un échantillon de cette huile.
Le 20 mars, devant le juge Périès qui l'interroge au sujet de sa lettre du 29 janvier, Clovis répond qu'il a été informé fortuitement par le commissaire Canale des renseignements généraux de la prochaine confrontation entre Gustave et Gaston. Il déclare que la lettre a été écrite à l'initiative de son épouse Rose, mais il endosse la responsabilité de son contenu et de son envoi. Pour lui, Gustave est manipulé par Yvette et leurs sœurs ; il s’inquiète de ce que, en voulant innocenter leur père, elles n'en viennent à dévier l'attention de l'accusation vers Gustave, qu'il affirme innocent de tout. C'est ce qu'il a voulu faire comprendre à F. Barth dans l'intérêt même de sa fille Yvette.
Le juge rappelant qu'il connaissait la culpabilité de son père dès le 8 août 1952 par son frère Gustave, Clovis a cette réponse incroyable : « J'avais oublié ce détail. » Le juge s'indigne que Clovis qualifie de « détail » un tel massacre gratuit commis par son père Gaston. Clovis s'embrouille dans des explications peu convaincantes : jusqu'à sa conversation avec Gustave à Saint-Pons, il se refusait à croire à la culpabilité de leur père. Ce qui laisse supposer qu'un stratagème a été mis en place par les deux frères à cette date, mais le juge n'y a pas pensé.
Par contre, cette lettre appelle d'autres questions que le juge ne pose pas. F. Barth est un camarade du Parti et habite à une douzaine de kilomètres de Clovis ; se rendre chez lui aurait été plus discret. D'ailleurs, Clovis lui propose de le faire en retour. Il lui propose également d'écrire à Gustave, ce qui se justifie d'autant moins étant donné leur lien familial. Car s'écrire alors que l'on est si proche localement ne correspond à aucune pratique antérieure à cette période, sauf si Clovis voulait laisser des traces écrites. Comme les autres membres de la famille, Clovis sait que ses lettres seront saisies par le juge.
Le 9 avril 1954, le professeur Ollivier confirme son diagnostic : seule la graisse des fusils de Clovis présente de très fortes similitudes avec celle de l'arme du crime, alors que les armes de chasse de La Grand'Terre sont lubrifiées au suif de mouton.
Le 21 avril, le juge Périès procède à une dernière audition de pure forme durant laquelle il récapitule l'ensemble du dossier devant Gaston, qui réaffirme son innocence et son intention de confondre ses fils devant les Assises.
Le 27 avril, l'instruction est close et le dossier expédié à la chambre des mises en accusation de la Cour d'appel d'Aix-en-Provence.
Le 23 juin, après avoir été suspendu de ses fonctions de secrétaire départemental en mars 1953, Roger Autheville est exclu du PCF pour « rapports trop constants avec la police », pour « manque de vigilance » dans l'affaire, mais aussi pour avoir vendu, pour 7 500 anciens francs, des photos aux hebdomadaires Détective et Radar. Cette exclusion fait suite à une dénonciation du receveur du bureau des PTT, membre clandestin du parti, où Autheville venait retirer les mandats de ces publications.
Le 9 novembre à 13 h 45, R. Autheville, à scooter, est victime d'un accident de la circulation dans le quartier des Épinettes, à Digne. Gravement blessé à la tête, il décède après un coma de plusieurs heures dans la clinique du docteur Jouve à Aiglun. Selon une rumeur, R. Autheville s'apprêtait à faire des déclarations fracassantes lors du procès de Gaston.
La carabine US M1 retrouvée dans la Durance est bien l'arme qui a servi au meurtre de la fillette. L'état du corps tel que le découvre le docteur Dragon lui permet d'affirmer qu'Elizabeth a été assassinée trois heures après ses parents. L'absence de poussière sur les pieds et d'écorchures aux voûtes plantaires lui donne à penser que la petite victime a été transportée sur le lieu de son assassinat et non pas poursuivie par son assassin. C'est ce que soutiendra le praticien lors de l'instruction et au procès. Le médecin ne sera pas suivi par la Cour qui préférera tenir compte de la déposition du docteur Jouve, un notable local qui n'a jamais vu la petite assassinée.
Le rapport d'autopsie d'Anne Drummond tend à prouver qu'elle a été victime des tirs croisés de deux tireurs et note l'absence de rapport sexuel avant sa mort.
Par ailleurs, le commissaire Sébeille a négligé nombre d'éléments matériels et fait disparaître le lambeau de peau de la paume droite de sir Jack Drummond, comme il l'avoue dans son livre paru en 1970. Le commissaire a refusé de prendre en compte les différents témoignages faisant état de la présence, sur les lieux ou à proximité des lieux du crime, entre 23 h 15 et 0 h 20, de trois ou quatre hommes, dont Gustave, mais dont les signalements ne correspondent nullement à celui de Gaston.
L'autopsie de Jack Drummond démontre qu'il a été abattu de deux balles dans le dos, la deuxième lui ayant brisé la colonne vertébrale. Sa vessie était vide, ce qui veut dire qu'il s'était levé peu de temps auparavant pour se soulager : il n'a donc pas été réveillé par l'intrusion de Gaston. Ce dernier a prétendu avoir tiré par deux fois de face dont le premier coup de feu, accidentel, aurait arraché un lambeau de peau de paume de la main droite de J. Drummond. Son corps a pu être déplacé du puisard vers l'autre côté de la route ; ceci pourrait expliquer la présence de taches de sang irrégulières sur la chaussée.
Gustave Dominici, pourtant convaincu de faux témoignages, destruction de preuves et autres larcins, ne sera jamais poursuivi pour ces délits. Est-ce la contrepartie de la dénonciation de son père ?
La découverte, en 2003, de quatre étuis de Springfield 30.06 dans une brique creuse lors de la démolition de la remise où, officiellement, Gaston Dominici cachait la US M1 ouvre de nouvelles pistes[réf. souhaitée].

### Le procès et la condamnation
Le procès de Gaston Dominici débute le 17 novembre 1954. Déplaçant les foules, il a une ampleur internationale et mobilise plusieurs écrivains français, dont Jean Giono et Armand Salacrou. Gaston Dominici, fruste et peu loquace, présente une défense malhabile. Au cours d'une audience, le commissaire Prudhomme, de Digne, concède avec réticence avoir suggéré le mobile sexuel à l'inculpé.
L'élément clé de l'affaire demeure la carabine, qui ne semble appartenir à personne et dont personne ne revendique la propriété alors qu'elle a été vue chez P. Maillet durant l'été 1950, présentée au docteur Morin par Gustave à La Grand'Terre à la fin de l'été 1951 et entreposée chez les Perrin d'après Gaston. Le fait que l'arme était entreposée à La Serre par Clovis lorsqu'il braconnait en compagnie de Roger Perrin prouve que l'aveu des crimes que lui aurait fait son père était une invention de sa part ; la contre-enquête le démontrera.
Depuis la perquisition de 1948, il est certain que la US M1 ne s'y trouvait pas. Cette perquisition fait suite au contrôle routier et à la fouille corporelle par les gendarmes d'un cheminot dénommé Sube, à proximité de la ferme, qui avait dérobé un chargeur de PM Sten chez les Dominici. Elle permettait la saisie d'un Mauser avec des munitions et un PM Sten que Gustave avait ramené du maquis et tenait caché dans la cheminée, ainsi que d'un pistolet 6.35 appartenant à son frère Aimé. Gustave avait été condamné à 6 000 anciens francs d'amende avec sursis.
L'avocat général Calixte Rozan souligne lors de son réquisitoire que l'arme du crime est probablement la propriété de Clovis Dominici. Le principal avocat de Gaston, Maître Pollak, a démontré son absence de conviction et son goût marqué pour les belles phrases creuses. Au moment de l'intervention du psychiatre Boudouresque, la défense n'hésitera pas à se retourner contre son client, à la surprise de l'assistance. Lors des audiences, le peu de réaction de la défense a été remarqué dans les moments où son client était malmené et sur les points où il était possible d'enfoncer le dossier. Tout au long du procès, la défense a laissé passer les occasions de réagir et de démonter l'accusation. Elle s'est refusée à exploiter l'épisode de Gustave dans la luzerne, le croquis du greffier Barras désignant l'emplacement de la US M1 dans la remise, l'expertise du graissage de l'arme du crime, les constatations du docteur Dragon, le témoignage de Francis Perrin, facteur de Lurs qui, à l'inverse du gendarme Marque, sera convoqué mais ne sera pas appelé à la barre. Ce sont des manquements objectifs à la déontologie de la défense.
À lui seul, le réquisitoire du 27 novembre de l'avocat général Rozan constitue une illustration de l'absence de preuves. Il va développer des considérations subjectives sur le pays et les gens, des jugements de valeur sur le justiciable et les témoins frisant l'insulte. Il décrit Gaston comme un mage qui sait délivrer les femmes en gésine et utilise les simples comme médecine, évoquant « les esprits mauvais » de la Durance, un homme élevé à la dure, nourri d'une soupe et d'un quignon de pain, mais de la race des chefs ; en somme un être diabolique qui se complaît dans un univers médiéval. Il provoque l'étonnement des chroniqueurs judiciaires qui ont l'impression d'assister à un procès en sorcellerie. Sans jamais s'attaquer aux faits ni tenter d'apporter des preuves tout en les assortissant de certitudes subjectives, l'avocat général a préféré le lyrisme littéraire à la réalité des faits.
Une des nouveautés de ce procès est la retransmission radiophonique du réquisitoire à l'extérieur. L'absence d'autorisation écrite du président de la cour d'assises est théoriquement un motif de cassation ; la Cour de cassation, en contradiction avec la jurisprudence, refusera pourtant le recours. Interrogé sur cette diffusion publique, le procureur général d'Aix-en-Provence Orsatelli va la nier contre le témoignage de centaines de personnes présentes dont nombre de journalistes, et comme on peut le voir sur les photos et les films d'actualités.
Le procès tourne au règlement de comptes familial, sans souci des victimes. Ce comportement indispose le jury et le convainc de la culpabilité de l'accusé. Le président Marcel Bousquet, dont la partialité est éclatante, en vient à menacer de prison plusieurs témoins qui sont contraints au mutisme. En particulier au moment où Clovis va craquer face aux accusations de complot assénées par Gaston, Gustave et sa sœur Augusta ; Clovis va être sauvé par le président Bousquet sous la menace véritablement inouïe de l'expédier en prison s'il se livre à des révélations. Le summum de cette parodie est atteint le soir du 27 novembre 1954, lorsqu'un tournoi de belote est organisé : il met en présence avocats de la défense et de la partie civile, policiers, journalistes, jurés et témoins parlant sans retenue du procès en cours au grand scandale des observateurs. Au bout de douze jours d’audience, et malgré l'absence de preuves, Gaston Dominici, 77 ans, est déclaré coupable sans circonstances atténuantes, ce qui le condamne à mort le dimanche 28 novembre 1954.

### La contre-enquête et la grâce présidentielle
Sous le coup de ce verdict, Gaston Dominici fait part à l'un de ses défenseurs, Maître Léon Charles-Alfred, d'une conversation qu'il dit avoir surprise entre Gustave et Yvette dans les jours qui ont suivi le drame. Aux termes de celle-ci, Roger Perrin aurait aidé Gustave à transporter Elizabeth.
Les avocats de Gaston transmettent cet élément d'appréciation au ministre de la Justice. Au vu de ces déclarations, le ministre estime nécessaire de prescrire une nouvelle instruction le 9 décembre 1954. Celui-ci fait d'abord interroger le condamné par un magistrat, le substitut Joseph Oddou, devant qui il confirme ses dires le 13 décembre.
Le 13 décembre 1954, le procureur général Orsatelli dépêche son substitut Joseph Oddou aux Baumettes pour demander à Gaston de confirmer les déclarations informelles qu'il a données à ses avocats les 28 et 29 novembre. S'il met en cause Gustave et Roger Perrin, il dit qu'il ne sait pas qui a fait quoi. Il confirme ce que la Cour de Digne n'a pas voulu entendre, à savoir que la US M1 était dissimulée par Clovis à La Serre, ferme des Perrin.
Le 15 décembre, le Garde des Sceaux Guérin de Beaumont prescrit un ordre au procureur général d'Aix-en-Provence Orsatelli, pour diligenter une mission d'information qui est alors confiée à deux policiers parisiens, le commissaire divisionnaire Chenevier et le commissaire principal Gillard, de la direction des services de police judiciaire, en vue de vérifier les déclarations de Gaston sur la conversation surprise entre Gustave et Yvette le 7 août 1952.
Les deux commissaires entendent Gaston Dominici les 19 et 20 décembre 1954 à la prison des Baumettes. Mais il varie beaucoup au cours de ces longs entretiens. Après avoir confirmé ses dires à Maître Charles-Alfred et au substitut Oddou, il déclare avoir vu lui-même Gustave et Roger transporter la petite Elizabeth, puis il se rétracte, revenant à la conversation surprise.
Lors des interrogatoires des 19 et 20 décembre 1954, Gaston livre incidemment une information aux deux commissaires : il dit que, de toute la famille, seul Roger Perrin porte des chaussures à semelles de crêpe. Lors de la découverte du corps d'Elizabeth par les gendarmes, ceux-ci ont relevé des empreintes de semelles de crêpe qui allaient et venaient à proximité du petit corps, alors que Gaston porte habituellement des brodequins cloutés.
Le 19 décembre 1954, le commissaire Chenevier demande à Gaston pourquoi il a prétendu se sacrifier avant de changer d'avis. Gaston lui répond qu'il ne veut pas payer pour un autre ; ce qui l'a fait changer d'avis, c'est qu'il pensait être acquitté. Le commissaire ironise sur cette attitude mais le condamné maintient qu'il est innocent. Chenevier demande : « Qui alors ? » ; Gaston s'en tient à ce qu'il a dit au juge et répète les déclarations qu'il a faites au substitut Oddou. Il apporte quelques précisions sur le fait que Gustave ne l'a pas entendu sortir et rentrer dans la nuit du drame. Il explique que, pour le repas de midi, il se déchausse dans la cuisine pour enfiler ses pantoufles, car ensuite, il fait une sieste dans son fauteuil ; alors que le soir, il monte se coucher avec ses brodequins et les remet pour partir à l'aube. Il affirme que ce sont les policiers qui lui ont appris la cachette de l'arme dans la remise. Il précise que celle-ci a été nettoyée par Gustave et Yvette après le départ d'Aimé en janvier 1951. Ceux-ci confirmeront et diront qu'il n'y avait pas de carabine sur l'étagère. Gaston raconte que, au retour d'une partie de chasse, Clovis aurait dit : « Si j'avais eu la carabine, à 140 m je l'avais. » Gaston induit qu'il s'agit de l'arme du crime. Plus tard, Clovis niera (PV 424/29 du 17/10/55 Cote C 250 de Chenevier[réf. non conforme]), et les chasseurs, sauf son frère Marcel (PV no 7 du 22/12/54 de Gillard, Cote C 11[réf. non conforme])>.(Archives départementales des Alpes-de-Haute-Provence à Digne pour ces deux procès-verbaux), disent ne se souvenir de rien ou diront alors qu'il s'agit du PM soviétique saisi chez les Perrin. Or la précision d'un pistolet-mitrailleur est aléatoire au-delà de 25 m, autant dire qu'à 140 mètres cela relève de l'impossibilité pure et simple et défie tous les calculs de probabilités.(Archives départementales des Alpes-de-Haute-Provence à Digne pour ces deux procès-verbaux).
Le 21 décembre, Augusta Caillat, l'une des filles Dominici, déclare au commissaire Gillard que Clovis lui a parlé du croquis dressé par le greffier Barras, désignant dans la remise l'étagère où la carabine Rock-Ola aurait été entreposée. De même, Gustave leur avait donné sa propre version de cet épisode, rapportée ultérieurement au commissaire Chenevier.
Le 23 décembre, les commissaires Chenevier et Gillard font un premier rapport de leur mission exploratoire au procureur de Digne, Sabatier, motivant une requête de délégation générale.
Le 27 décembre, les deux commissaires donnent un compte-rendu de leurs premières investigations au Garde des Sceaux.
Le juge Roger Périès est nommé à Marseille, selon son désir, et remplacé par un juge suppléant de Toulon, Pierre Carrias, lui-même nommé juge d'instruction à Digne le 7 janvier 1955. Il sera confirmé dans sa fonction le 3 février pour diriger la deuxième instruction.
Le 25 février 1955, le procureur de Digne Sabatier signe un réquisitoire introductif pour l'ouverture d'une information contre X du chef de complicité d'homicides volontaires.
Le juge Carrias procède personnellement à certains actes d'instruction, tels que la confrontation du commissaire Sébeille et de Gustave Dominici, au cours de laquelle ce dernier mime la scène au cours de laquelle il a accusé son père en pleurant sur l'épaule de Sébeille. Mais aussi, selon le vœu du ministre de la justice, le juge délivre aux commissaires Chenevier et Gillard des commissions rogatoires en vertu desquelles ceux-ci se livrent à des investigations approfondies, entendant de nombreux témoins à qui ils posent un très grand nombre de questions préparées selon un plan soigneusement mûri. Quant à Gaston Dominici, détenu à la prison des Baumettes, il est interrogé et confronté, aussi souvent que nécessaire, par le juge d'instruction Jacques Batigne, du tribunal de Marseille.
Chenevier apprend par voie de presse que le juge Batigne a interrogé Gaston Dominici puis l'a confronté à Gustave et Yvette Dominici.
Le 16 mars, les enquêteurs rencontrent le juge Carrias.
Le 21 mars 1955, le juge Carrias, organise une reconstitution à La Grand'Terre pour vérifier si la conversation surprise par Gaston était audible de celui-ci. Le juge se poste sur le palier et le procureur Sabatier dans la chambre du couple, pendant que Gustave et Yvette s'allongent sur leurs lits. Carrias dit ne distinguer aucun mot quand les époux murmurent. Le procureur leur demande de recommencer à voix basse. Le juge entend mieux mais sans distinguer quoi que ce soit. Les époux refusent catégoriquement de répéter les mots que Gaston aurait entendu : « Bijoux, petite, portait, Roger, mouchoir ». Connaissant l'enjeu de cette reconstitution, le couple va obéir mais en parlant à voix suffisamment basse pour ne pas être compris. À l'époque des faits, s'ils n'avaient pas entendu Gaston monter et redescendre l'escalier en pantoufles, ils n'avaient aucune raison de se méfier en parlant distinctement.
Le 15 juin a lieu une nouvelle rencontre des commissaires avec le juge Carrias ainsi qu'une entrevue avec le capitaine Albert.
Le 20 juillet, le juge Carrias délivre une commission rogatoire d'ordre limité.
Le 30 juillet, Gaston est entendu par le juge Batigne. Il lui dit qu'en arrivant sur les lieux du drame, peu après 8 h 00, en compagnie de Roger Perrin et de Gustave, il y avait beaucoup de monde dont le boucher Nervi. Or, à cet instant, seul le gendarme Bouchier est présent, et Gaston lui a demandé la permission d'aller recouvrir le corps de la fillette avec une couverture. Imprudent, le gendarme laisse faire Gaston sans surveillance, ce qui peut permettre à ce dernier de mettre en place la trouvaille du morceau de crosse. En présence de Chenevier, Gaston nie tout ce qu'il a pu dire le 20 décembre 1954 mais confirme que Gustave a ramené R. Perrin et J. Galizzi sur sa moto avant d'aller voir avec eux l'éboulement sur la voie ferrée. Gaston se reproche d'avoir parlé de l'éboulement à Gustave. Ce dernier ne serait pas allé à Peyruis et n'aurait pas ramené Roger ni les autres. Cette fois, le commissaire lui demande de préciser s'il s'agit des Drummond ou de tierces personnes. Gaston refuse de préciser. Plus tard, il reviendra sur ses déclarations, prétextant avoir tout inventé pour blaguer, ce qui laisse supposer que des membres de la famille sont venus le chapitrer.
Le 3 août, le commissaire Chenevier interroge François Barth. Celui-ci dit que, lors de sa venue en fin d'après-midi le 5 août 1952, dans la cour de La Grand'Terre, il a été question de la femme vêtue de noir. De même, Mme Barth, dit au commissaire Gillard qu'elle a entendu parler d'une femme en noir et que celle-ci se serait trouvée sur la voie ferrée. Leurs témoignages sont intéressants dans la mesure où ils contredisent celui de leur fille Yvette, qui nie cette présence.
Le 4 août, Francis Perrin, le facteur de Lurs, apprend au commissaire Chenevier que Gustave Dominici aurait demandé à son frère Aimé si au moins il n'avait pas dit aux gendarmes qu'Yvette était venue avec lui au bivouac des Drummond le soir du 4 août 1952. Aimé Perrin confirme et Gustave l'aurait enjoint de ne pas dire qu'Yvette était venue avec « le petit » plus tard dans la soirée. L'expression « le petit » ne désigne sans doute pas le bébé Alain, âgé de dix mois, mais plutôt Roger Perrin ramené de La Serre par Gustave, vers 21 h 30, lors de son retour après sa visite chez Faustin Roure à Peyruis, vers 21 h 00.
Les 5 et 10 août, interrogée par Chenevier puis Gillard, Yvette se souvient brusquement, trois ans exactement après les meurtres, qu'elle a accompagné Gustave à l'éboulement avec Alain dans ses bras. C'est en revenant du pont, vers 20 h 15, qu'elle a entendu la Hillman se garer sur le terre-plein. Yvette prétend que, de loin, avec le crépuscule qui tombait, elle a pu prendre la robe rouge d'Anne Drummond pour une robe noire, ce qui rend sceptique le commissaire. Sur ce point, elle contredit Gustave, qui a reconnu le 12 novembre 1953 que les Anglaises étaient venues prendre de l'eau avant son retour à la ferme vers 20 h 00. C'est Yvette qui le lui aurait appris dans leur cuisine.
Le 5 août, Aimé Perrin confirme au commissaire Chenevier que Gustave est venu les rejoindre, après son arrivée sur les lieux du drame en compagnie des gendarmes Romanet et Bouchier, seul, à pied et, précision importante, sans son vélo.
Romanet est entendu à son tour sur l'épisode durant lequel Gustave l'aurait délivré lorsqu'il s'était enfermé à l'arrière de la Hillman alors qu'il procédait à sa fouille. Le gendarme nie fermement la réalité de cet épisode. Gustave avait raconté cette opération au commissaire Sébeille pour que l'on ne s'étonne pas de retrouver ses empreintes sur la poignée de la porte arrière. Gustave savait donc qu'elle ne s'ouvrait que de l'extérieur et l'avait déjà manœuvrée. Cette portière, qui ne s'ouvrait que de l'extérieur, contredit la thèse de l'accusation selon laquelle Elizabeth dormait dans la voiture et qu'elle en avait jailli à l'extérieur au moment de l'agression. Il est évident que Gustave l'a effectivement ouverte, pour fouiller et tout mettre en désordre. Pourtant, l'Identité Judiciaire ne trouvera aucune empreinte sur les poignées des portières comme si elles avaient été nettoyées. Il est probable que quelqu'un se soit chargé d'effacer ces empreintes à l'insu de Gustave, la seule personne susceptible de commettre cet acte étant vraisemblablement Clovis Dominici.
Le 6 août, le commissaire Gillard interroge le boucher Nervi. Selon ce dernier, il s'est arrêté sur les lieux du drame vers 7 h 30, quand s'y trouvent seulement les gendarmes Romanet et Bouchier avec Gustave et Aimé Perrin. Gustave aurait demandé au boucher d'emmener Yvette au marché d'Oraison, ne pouvant l'accompagner à moto comme d'habitude. Ceci est mensonger puisque c'est son père F. Barth qui vient la chercher, mais pour l'emmener au marché de Forcalquier. Nervi poursuit en disant que Gustave l'a amené à la ferme où Yvette se préparait et ils seraient partis à 8 h 10. Or, à cette heure F. Roure était présent et n'a signalé ni la camionnette ni le boucher ; ce dernier précisera n'avoir vu ni Gaston ni Roger Perrin, pourtant présents sur les lieux du crime peu après 8 h 00.
Le 10 août, Yvette, devant Gillard, contredit Nervi disant que c'est Roger qui est venu accompagner le boucher. Tous deux resteront sur leurs positions. Pendant le trajet, Nervi aurait tenté d'en savoir plus et Yvette l'aurait rabroué sèchement. Selon Roger, le 7 mai 1953, il dira au commissaire Sébeille que les parents Barth sont venus à la ferme à 9 h 15, mais comme Yvette n'était pas prête, ils seraient repartis. Le 22 octobre 1955, face à l'inspecteur Leclerc, F. Barth niera et dira qu'il a appris le drame par son fils et sa femme qui ont rencontré Yvette au marché d'Oraison. Pourtant, Roger Perrin sera conforté par un témoin extérieur, le cafetier de Lurs Augustin Bonnet qui, revenant de la ferme Guillermin, dit avoir vu, en remontant vers Lurs vers 8 h 30, la voiture de F. Barth descendant la route de Forcalquier en direction du carrefour de la RN 96.
Le 10 août, le commissaire Chenevier apprend par Gustave que lui et son frère se sont concertés dans le palais de justice le 14 novembre 1953 à 8 h 00 pour désigner, sur la même étagère de la remise, l'emplacement de la carabine US. Selon Gustave, Clovis aurait sorti un croquis de sa poche, en présence du greffier Barras, et lui aurait désigné sur quelle étagère se serait trouvé la US M1.
Le 12 août, Roger Perrin, confronté à Yvette, maintient ses précédentes déclarations sur la venue des Anglaises à la ferme et ajoute qu'Yvette aurait proposé aux femmes Drummond de s'installer au même endroit où avaient campés les Morin en 1951, à la sortie du pont de la voie ferrée ; Yvette nie cette version. Ce même jour, le commissaire Chenevier confronte Gustave et Roger : celui-ci soutient que c'est son oncle qui lui a appris la présence de la femme en noir en compagnie des Drummond, alors qu'il se rendait à l'éboulement vers 20 h 15, ce que Gustave nie fermement.
En août et octobre 1955, le juge Carrias fait auditionner sur commission rogatoire l'inspecteur Girolami par le juge Désiré Gervaise à Casablanca, où il avait été muté aux Renseignements généraux du Protectorat. Dans l'après-midi du 5 août 1952, l'inspecteur avait remarqué la présence, en face de la porte de la cuisine, d'un pantalon appartenant à Gaston. Ce vêtement, fortement mouillé, n'était ni taché ni ensanglanté. Le vieillard lui avait appris que son linge n'était pas lavé à la ferme mais chez sa fille Augusta Caillat qui le rapportait propre et repassé. Girolami s'était donc étonné de ce que ce pantalon fut lavé sur place seulement quelques heures après le triple meurtre. Il s'était donc empressé de confier ses soupçons au commissaire Sébeille qui n'y avait prêté aucune attention, tout occupé à la recherche d'indices et de l'arme du crime. Le 21 septembre, il sera à nouveau question de ce pantalon lors d'une audition d'Yvette et de Marie Dominici par le juge Carrias. Gaston sera auditionné sur ce même pantalon par le juge Batigne le 24 octobre.(Commission Rogatoire no 3999 du 24/08/1955 du tribunal de première instance de Casablanca.Cote C 155).ADHAP de Digne.
Le 23 septembre, le juge Carrias organise dans son bureau une confrontation entre le commissaire Sébeille et Gustave, en présence du greffier Barras et du divisionnaire Harzic, supérieur du commissaire. Gustave se plaint d'avoir été victime de pressions intolérables de la part des policiers lors de la dénonciation de son père le 13 novembre 1953. Sébeille contredit ses propos et propose à Gustave, avec l'accord du juge, de mimer l'épisode durant lequel il s'est effondré en pleurs sur l'épaule du policier en dénonçant Gaston, ce qu'il va faire complaisamment et pose la question de sa sincérité. Gustave reconnaît que, à ce moment-là, il ne subissait pas de pression lors de l'épisode de sa dénonciation mais qu'il se souvenait d'autres pressions. Quarante ans plus tard, le juge fort de son expérience, se posera la question de savoir si le commissaire Sébeille avait été sincère ou les avait tous abusés.
Le 29 septembre, le juge Carrias délivre une nouvelle commission rogatoire plus large aux commissaires Chenevier et Gillard.
Le 12 octobre, Mauricette et Aimé Dominici sont interrogés ; les réactions du couple laissent penser aux policiers qu'ils connaissent la carabine US. Du moins, Aimé a vu cette arme entre les mains d'un de ses frères ou de son père avant le 24 janvier 1951, date de son départ de La Grand'Terre pour s'installer à Eygalières, dans les Bouches-du-Rhône.
Les 12 et 16 octobre, Chenevier et Gillard interrogent le docteur Morin, de Nice, qui a campé avec son épouse près de la ferme Dominici à l'invitation de Gustave. Il dit reconnaître la US M1 comme étant la carabine réparée en sa présence par Gustave Dominici durant l'été 1951, notamment la soudure de la demi-pièce de un franc en remplacement du guidon disparu. Confronté à Gustave, ce dernier nie farouchement et accuse le médecin d'avoir tout inventé. Ses dénégations donnent un certain crédit au témoignage du docteur Morin.
Le 17 octobre, interrogé à son tour, Clovis Dominici suggère que son frère Gustave a pu ramener la carabine US du maquis. Clovis s'insurge également contre les accusations de Gustave portées contre lui le 10 août : il ne nie pas l'existence du croquis mais prétend que celui-ci a été dressé par un policier.
Le 19 octobre, Jean Girard, oncle maternel d'Yvette, fait savoir à l'inspecteur Leclerc, subordonné de Chenevier, qu'Aimé Dominici lui a appris que Gustave aurait amené les Drummond sur le terre-plein des Ponts et Chaussées ; si le fait est avéré, cela voudrait dire que Gustave est rentré chez lui bien avant 20 h 00. Jean Girard ajoute que Clovis est venu à La Grand'Terre le soir du 4 août 1952, avant de se rendre sur le bivouac où il se serait disputé avec les Drummond, ce que nie Clovis.
Le 21 octobre, confronté à Aimé et Clovis Dominici, Jean Girard maintient ses déclarations alors que Clovis nie ; Aimé confirme les dires de J. Girard mais ne se souvient pas de qui il les tenait. Ce même jour, Jean Galizzi, ami de Roger et amant de sa mère Germaine, déclare à la gendarmerie de Forcalquier qu'il a passé la nuit du 4 au 5 août 1952 à La Cassine en compagnie de Roger père et de son épouse Germaine Perrin.
Confronté à Clovis, le cheminot Bourgues confirme que son collègue est arrivé en retard sur le chantier le matin du 5 août 1952. Clovis nie en accusant Maillet d'être l'auteur de ce retard. Interrogé à son tour, Paul Maillet dira être arrivé à 7 h 15 et avoir appris la tuerie par Bourgues, ce qui veut dire que Clovis n'était pas présent à ce moment ; les PV 353/40 du 10 août 1955 de Gillard et le PV 12-R du 31 août 1952 de la gendarmerie de Forcalquier le confirment.
Toujours le 21 octobre, le commissaire Chenevier confronte Clovis et Gustave. Ce dernier répète ses accusations du 10 août envers son aîné et ajoute que, dans la voiture de police qui les amenait à La Grand'Terre, Clovis serait revenu à la charge en lui murmurant de dire que leur père avait pris la carabine US pour aller chasser le blaireau. La scène se serait déroulée le dimanche 15 novembre 1953 au matin et non la veille. Clovis nie tout et réfute les accusations de son frère cadet.
Le commissaire Chenevier va vérifier auprès du greffier Barras qui lui en donne une version tout à fait différente. C'est dans le bureau du juge Périès absent, pendant la garde à vue des deux frères le soir du 13 novembre 1953, qu'il a réalisé le croquis pour mettre les choses au clair et faire concorder les déclarations des deux frères pour la désignation de l'étagère. Le témoignage du greffier détruit le seul élément matériel de l'accusation : la présence de la carabine US dans la remise de la ferme. Le commissaire en tombe des nues, mais ne demandera pas de commission rogatoire au juge Carrias pour entendre officiellement le greffier. Il en rendra compte dans son rapport final en atténuant la portée et les conséquences pour le greffier Barras et le juge Périès.
Le 22 octobre, Francis Perrin rapporte à l'inspecteur Goguillot, de l'équipe Chenevier, qu'il a entendu dire que Gustave a ramené J. Galizzi sur sa moto en même temps que Roger Perrin le soir du 4 août 1952. Le commissaire Chenevier n'estime pas nécessaire de vérifier.
L'hebdomadaire France-Dimanche publie une lettre de Gaston où ce dernier répète la conversation qu'il a surprise entre Gustave et Yvette, et accuse nommément son fils Gustave et Roger Perrin d'être les véritables auteurs du triple meurtre.
Le 18 novembre, Clovis désavoue Gustave en confirmant le déplacement du campement du couple Morin, durant l'été 1951, vers la plateforme qui surplombe l'endroit où a été retrouvé le corps d'Elizabeth Drummond.
En présence du juge Batigne et de Chenevier, Roger Perrin est confronté à Gaston. Roger se montre d'une rare insolence envers son grand-père et va jusqu'à le provoquer. Mais, comme le commissaire le notera, l'attitude de Roger démontre qu'il se sent protégé par un interdit qui empêche son grand-père d'aller plus loin dans ses accusations. La manière dont Roger s'en vante devant lui donne à penser au commissaire que le jeune homme est impliqué bien autrement que comme simple témoin ou complice passif dans le drame.
Le 22 novembre, le commissaire Gillard rappelant à nouveau ce qu'a rapporté Aimé Perrin à propos de la femme habillée de noir, Yvette change de version en prétendant qu'il s'agit de sa belle-mère, vêtue de noir, qui l'attendait sur la route. Ce nouveau revirement ne convainc pas davantage le commissaire.
Le 19 janvier 1956, Roger Perrin déclare à Chenevier que, dix jours après le verdict, Léon Dominici aurait conseillé au père de son neveu de le faire engager dans la Légion étrangère pour lui éviter des poursuites judiciaires. Comme ça, on pourrait l'accuser des crimes et faire libérer le grand-père Gaston ; outre le fait que la Légion n'aurait jamais enrôlé une recrue coupable d'un tel carnage, cela montre à quel point Léon avait quelques doutes sur l'innocence de son neveu.
Le 10 février 1956, les deux commissaires se déplacent à la prison de Nîmes pour entendre le détenu Jean-Baptiste Bossa. Celui-ci leur fait savoir que, détenu à la prison Saint-Charles de Digne en même temps que Gustave, il a surpris sous la fenêtre du parloir les conversations d'Yvette et de son mari. Il leur rapporte que ces conversations mettent directement en cause Gustave dans le déroulement de l'assassinat des Drummond.
Le 25 février 1956, le commissaire Chenevier remet son rapport final au préfet directeur de la police judiciaire. Cette deuxième instruction met en lumière les rôles joués par Gustave et Roger Perrin fils avec une possible participation de Gaston Dominici, mais sans en apporter la preuve.
Le 13 novembre 1956, devant l'absence d'éléments nouveaux mis au jour par la contre-enquête, le juge Carrias rend une ordonnance de non-lieu qui clôt la deuxième instruction et met définitivement fin à l'action judiciaire consécutive au triple meurtre de Lurs.
À l'issue de la contre-enquête, le commissaire Sébeille connaît le désaveu avant d'être déclassé le 22 décembre 1959 comme commissaire de la sécurité publique au commissariat de quartier de la Belle de Mai à Marseille. Il obtiendra une promotion au grade de commissaire principal quelques mois avant sa retraite. Il n'aura pas non plus la Légion d'honneur qui lui avait été promise fin août 1952. Des articles à L'Aurore en 1963 et dans ses mémoires publiées en 1970, il maintient son opinion sur la culpabilité de Gaston Dominici.
Le 14 juillet 1957, le président Coty commue la peine en travaux forcés à perpétuité. Trois ans plus tard le 13 juillet 1960, sous l'influence de l'opinion publique émue par la déchéance du vieil homme, le général de Gaulle gracie et libère Gaston Dominici au bénéfice de l'âge. 
Assigné à résidence à Montfort après son élargissement, Gaston Dominici meurt le 4 avril 1965 à l'hospice de Digne-les-Bains, sans que soit établi son degré d'implication dans le triple meurtre de la famille Drummond. Selon la tradition locale, le Père Ferdinand Bos reçut la confession du vieillard mais ne la trahit jamais. Il repose dans un caveau du nouveau cimetière de Peyruis, comme l'ensemble des Dominici impliqués dans l’affaire.

## Thèses contradictoires sur l'Affaire Dominici
De nombreuses thèses ont été émises pour expliquer le crime :
- la thèse du crime accidentel dû à l'incompréhension mutuelle ;
- la thèse du patriarche s'accusant des faits pour défendre sa famille ;
- la thèse du crime crapuleux, une tentative de vol suivie d'une rixe ayant mal tourné, commis par deux ou trois membres de la famille ;
- la thèse d'un crime d'espionnage industriel, commis par un commando extérieur, lié à la Guerre froide ;
- la thèse de règlements de comptes post-résistance (Drummond, agent secret britannique, aurait été liquidé) ;
- la thèse d'un complot impliquant l’agro-industrie, pour laquelle travaillait Drummond ;
- la thèse du conflit de famille autour de la Grand'Terre ;
- la thèse du crime sexuel.

Pour plusieurs journalistes et historiens (William Reymond, Patrick Pesnot, Lionel Dumarcet), la clé de l'énigme serait à chercher dans l'identité de Sir Jack Drummond, ancien agent des services secrets anglais, qui aurait eu rendez-vous dans ce lieu peut-être pour espionner l'usine de produits chimiques voisine de Saint-Auban. C'est dans ce cadre qu'il aurait été attaqué et tué ainsi que sa famille. Un des éléments à retenir dans cette hypothèse est le vol de l'appareil photo de Drummond.
Selon une rumeur colportée par Jean Teyssier, Jack Drummond aurait pu rechercher, à titre personnel, ce qui serait advenu d'un ami parachuté dans le coin et qui aurait disparu. En admettant que cet ami ait été exécuté par un maquis local, certains maquisards auraient pu craindre que Sir Jack ait été mandaté pour enquêter. Sous prétexte de lui fournir des informations, on aurait pu lui donner rendez-vous et l'exécuter. La présence active d'anciens FTP, entre août 1952 et novembre 1953, donnera quelque consistance à cette rumeur. Mais celle-ci, comme nombre d'autres plus ou moins farfelues, ne sera pas vérifiée.
Dans ses mémoires publiés en 1976, le commissaire Chenevier donne sans ambiguïté sa version des faits. Selon lui, Gustave et Roger Perrin se sont confrontés à Jack Drummond lors d'une sortie nocturne destinée à surveiller la voie ferrée et tirer quelques lapins. L'Anglais, mécontent de les trouver armés à proximité de son campement, les aurait tancés vertement, puis aurait tenté de désarmer Gustave qui, furieux, aurait alors abattu le couple Drummond et tiré sur la fillette qui s'enfuyait. Gaston Dominici aurait rejoint Gustave et Roger et achevé la fillette d'un coup de crosse. Les trois hommes auraient ensuite mis le campement sens dessus dessous et dérobé quelques objets afin de détourner les soupçons. Par la suite, Gaston se serait accusé, comptant naïvement sur les invraisemblances de ses déclarations pour être acquitté. Les accusations formelles de Chenevier n'ont pas fait l'objet de suites judiciaires de la part des personnes qu'il mettait en cause.
James Fergusson (en), un journaliste anglais, pense que Drummond aurait pu avoir été la victime d’un complot impliquant l’agro-industrie. En effet, après la guerre, Jack Drummond, réputé pour son altruisme et son patriotisme, abandonne la recherche académique en nutrition pour la direction de la recherche d’une entreprise agrochimique, Boots (en), et aurait été chargé du développement d’un pesticide, le Cornox, nom commercial du MCPA. Cette réorientation de carrière jugée étonnante par ses collègues universitaires pourrait s’expliquer par le fait que Drummond travaillait chez Boots pour le compte de son pays, en particulier pour le MI6 qui a une longue tradition de placement de ses agents au sein de l’industrie britannique. Même s’il ne rejette pas la possibilité d’une implication de membres de la famille Dominici dans les meurtres, donc sans liens avec l’industrie agrochimique, James Fergusson estime que Drummond ne s’est pas arrêté par hasard à un endroit idéalement repérable pour un éventuel rendez-vous (le long d’une route à côté d’une borne routière à équidistance de 2 villages), hypothèse renforcée par la présence proche d’une usine qui produisait alors des composants de pointe en agrochimie.
L'effondrement de l'Union soviétique et la réunification allemande ont permis l'accès public à une partie des archives de l'ancien KGB et de la Stasi. L'accès aux archives américaines a aussi été rendu public. L'enquête réalisée alors par le journaliste  français vivant aux États-Unis William Reymond lui a permis de publier en 1997 un livre sur l'affaire : Dominici non coupable, les assassins retrouvés. Jack Drummond, recruté dès 1914 par les services britanniques, a travaillé après la Seconde Guerre mondiale sur les projets « Paperclip » et « 63 » qui avaient pour but de recruter des scientifiques allemands et de les protéger de la menace soviétique. Trois scientifiques sont victimes de la riposte soviétique : Erich Kreimer (allemand), et deux Britanniques : Peck et Drummond. Le 9 août 1952, interrogé par la police allemande, Wilhelm Bartkowski, arrêté pour crime de droit commun, avoue sa participation aux meurtres d'Erich Kreimer et de la famille Drummond, avec trois complices : Carlo Solet (suisse), Moradis (grec) et William Moesto (espagnol). Le procès-verbal de l'interrogatoire de l'Allemand est daté du 12 novembre 1952. Bartkowski déclare avoir été recruté à la prison de Hagen, en 1951, par un Russe nommé Franz qui l'a mis en contact avec les trois autres, agents du KGB. Le commissaire français Charles Gillard est informé par la police allemande et rédige un rapport innocentant Dominici. Mais il revient ensuite sur ce rapport. En effet, selon Reymond, en pleine guerre froide, le gouvernement français de l'époque ne pouvait avouer que les agents de Staline pouvaient opérer à leur guise sur le territoire français.
Cette version de William Reymond est remise en cause par le commissaire de police à la retraite, Jean-Louis Vincent, qui a publié, en 2016 : Affaire Dominici : la contre-enquête. Pour l'ancien commissaire, Reymond a pris quelques libertés avec les sources qu'il cite, qui ne contiennent nullement ce qu'il énonce. Par exemple, pour  prouver l'appartenance de Drummond à l'Intelligence Service, pendant et après la guerre, il s'appuie sur un article paru dans le Sunday Empire News du 8 août 1954 qui ne parle nullement de Drummond. Quant au témoignage de Wilhelm Bartkowski, il est plus que douteux puisque l'homme était un mythomane avéré comme le démontrent les journalistes Jean-Charles Deniau et Madeleine Sultan dans leur ouvrage Dominici : c'était une affaire de famille. En outre, Jean-Louis Vincent insiste sur un point qui lui paraît troublant : dans l'hypothèse d'une innocence totale de tous les membres de la famille Dominici, comment peut-on expliquer que ces mêmes Dominici se soient mutuellement dénoncés, qu'il s'agisse de Gustave accusant son père, suivi par Clovis, ou de Gaston mettant en cause son fils Gustave et son petit-fils Roger Perrin ? Pourquoi ces personnes auraient-elles adopté un tel comportement si elles avaient été étrangères à l'affaire ?

## Critiques de la justice

### La criminalistique générale
Dès les premières heures de cette enquête, il a fallu constater la contamination extrêmement rapide de la scène des crimes elle-même, tant par les gens de la région que par les curieux et les journalistes. Il est donc légitime de se demander si, à la faveur de cette confusion, des éléments matériels intéressant l'enquête ont pu être déplacés, altérés, détruits ou dérobés.
Très tôt, il fut aussi difficile d'obtenir des membres de la famille Dominici des témoignages qui n'étaient pas soit contredits, soit modifiés ou même repris, rendant ainsi de plus en plus complexe la reconstruction des événements. Il y avait tout de même au moins un point d'entente : la présence de trois cadavres dont il fallait expliquer le décès. Mais il y avait déjà plusieurs confusions dans les récits et même une certaine forme de contamination où les propos des fils contredisaient ceux du père, pour finalement se rétracter, où ceux de la belle-fille ne collaient pas non plus. Une enquête préliminaire difficilement ficelée peut entacher et peut-être même influencer l'action d'un juge d'instruction.
Cependant, une question demeure : pourquoi avoir interrogé les membres de la famille Dominici tout en leur permettant de garder de très proches contacts ? Une interdiction de communication dès le premier jour aurait-elle permis une meilleure gestion de ce dossier ? Tout accusé le mentionnera : comment faire pour charger un membre de sa propre famille alors qu'il faudra, par la suite, continuer de fonctionner avec les autres membres de cette même famille ?
Se pose également la question de la langue utilisée : toute personne a droit, en théorie, à un interprète pour garantir un jugement équitable s'il ne parle pas la langue des services judiciaires.

### Le système juridique français
L'action de la justice dans le cadre de cette affaire, dont le procès mené uniquement à charge, et la partialité du président de la cour d'assises ont été fortement critiquées par les commentateurs.
La fonction principale d'un juge d'instruction est d'instruire à charge et à décharge. Sa tâche doit se limiter, sur les plans procédural et technique, à établir des faits, à valider ou invalider des déclarations ou des informations, à fournir des preuves, ou du moins un faisceau de présomptions crédibles et concordantes. Dans l'élaboration de son dossier, il doit œuvrer de façon impartiale et objective.
Le juge d'instruction prend seul, avec l'avis du parquet, une décision au vu de son propre travail, se faisant juge et partie de son dossier sans aucun contrôle, ce qui lui confère un pouvoir exorbitant et arbitraire.
Jean Giono et Roland Barthes ont étudié en particulier les différences entre le langage de l'accusé dont la langue première est le provençal et qui parle très peu français, le comprend mal aussi (30 à 35 mots de français selon Jean Giono) et celui de la cour d'assises (plusieurs milliers de mots). Il écrivit Notes sur l'affaire Dominici.

## Postérité

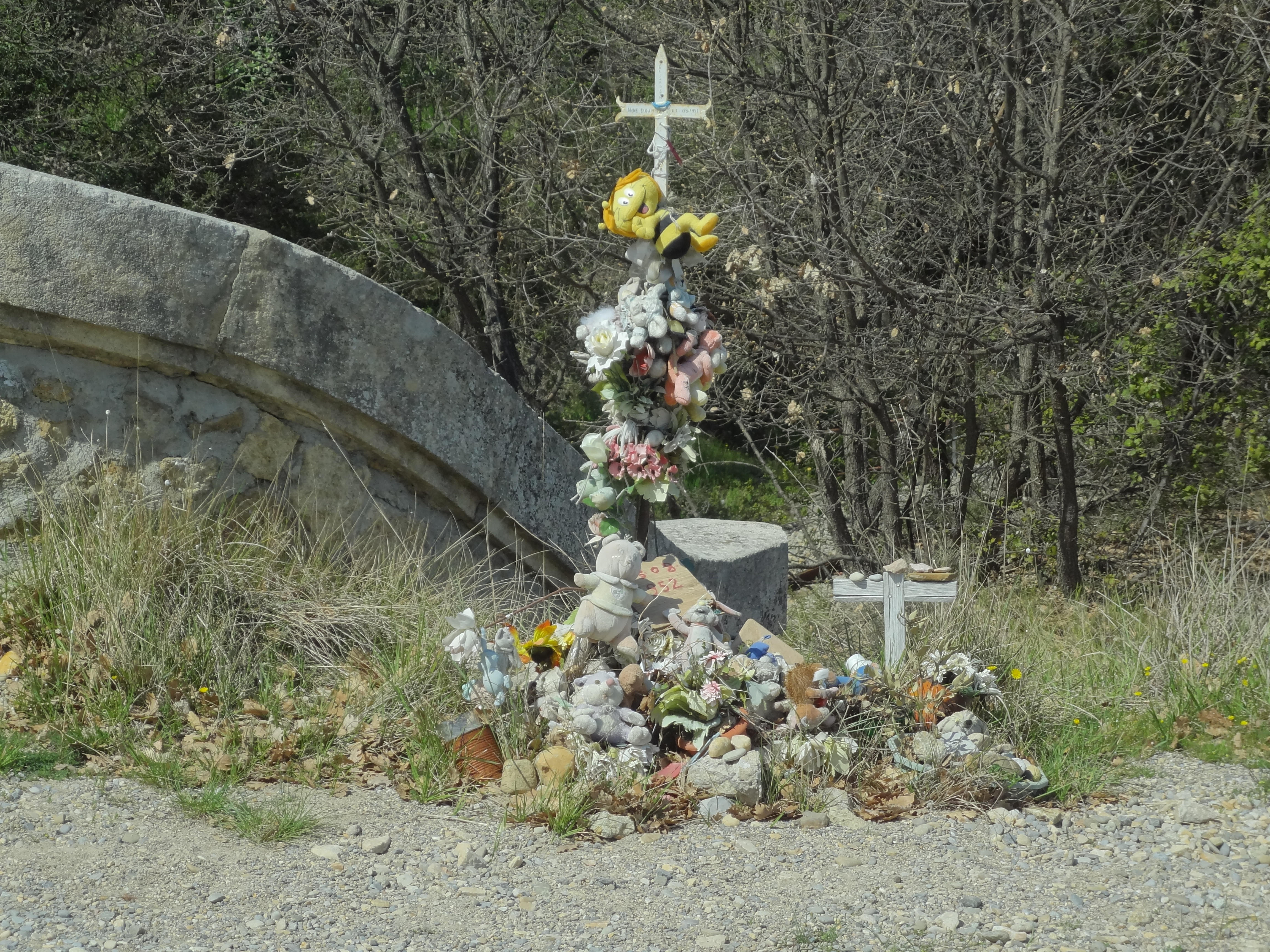
Le mémorial, une croix improvisée recouverte de peluches, situé au bord du chemin.

### Livres
- La tragédie de Lurs (1954) de Jean Meckert.
- Notes sur l'affaire Dominici (1955) de Jean Giono.
- Un matin d'été à Lurs, 5 août 1952 (1972) de Jean Laborde.
- Dominici innocent ! (2003) de Claude Mossé.
- Dominici - De l'accident aux agents secrets (2003) de Pierre Carrias, Yves Thélène, Jean Teyssier et Roger Pacaut.
- Dominici : Et si c'était bien lui ? (2004) de Pierre et Gabriel Domenech.
- Dominici, c'était une affaire de famille ! (2004) de Jean-Charles Deniau et Madeleine Sultan.
- Affaire Dominici - La Contre-Enquête (2016) de Jean-Louis Vincent.
- Ill Met by Moonlight (2023) de René Weis.

### Films inspirés de l'affaire
- L'Affaire Dominici (1973) de Claude Bernard-Aubert, avec Jean Gabin.
- L'Affaire Dominici (2003) de Pierre Boutron, téléfilm sorti en deux parties, avec Michel Serrault, Michel Blanc et Thomas Jouannet. Le téléfilm s'inspire du livre de 1998 du journaliste William Reymond « Dominici non coupable, les assassins retrouvés » qui soutient la thèse selon laquelle des services secrets étaient impliqués dans cette affaire, notamment le KGB qui aurait envoyé un commando pour tuer Jack Drummond, lequel, en tant que membre de l'Intelligence Service, aurait participé en 1945 à la récupération de savants nazis au détriment des Soviétiques[34].

### Documentaires
- Orson Welles réalisa pour la télévision un documentaire demeuré inachevé sur l'affaire. La quasi-intégralité de ses images ont été retrouvées et regroupées dans un documentaire intitulé L'Affaire Dominici par Orson Welles, réalisé par Christophe Cognet[35].
- « L'affaire Dominici : le silence d'un clan » dans la série Affaires criminelles : enquêtes sur les grands crimes de notre temps de Christophe Lagrange, ALP/Marshall Cavendish, 1995  (ISBN 2-7365-0033-4).

### Théâtre
- 1975 : Pourquoi et comment on a fait un assassin de Gaston D., texte et mise en scène d'André Benedetto.
- 2010 : Dominici, un procès impitoyable, de Marc Fayet, mise en scène de Robert Hossein.
- 2016 : Moi, Gaston Dominici, assassin par défaut, en occitan et français, texte et mise en scène : André Neyton, Théâtre de la Méditerranée-Espace Comedia[36].

### Bande dessinée
- Pascal Bresson (scénario) et René Follet (dessin), L'Affaire Dominici, Glénat, 2010,  (ISBN 978-2-7234-7072-8).

### Émission radiophonique
- « L'affaire Dominici » le 9 février 2016 dans L'Heure du crime de Jacques Pradel sur RTL.
- « L'affaire Dominici : une histoire de famille » dans Affaires sensibles, émission du 6 avril 2017, sur France Inter.
- « Giono et Welles dans l’affaire Dominici » le 30 avril 2017 dans « Une histoire particulière, un récit documentaire en deux parties » sur France Culture.
- « L'affaire Gaston Dominici » dans Hondelatte raconte, émission du 10 décembre 2018, sur Europe 1.

### Essai
- Dans son recueil Mythologies (1957), Roland Barthes aborde l'affaire dans le texte « Dominici ou le triomphe de la Littérature ».

### Citation
- Selon l'historien Dominique Lejeune, « L'URSS domine ici ! » est un jeu de mots utilisé lors de l'affaire, en référence au nom de la commune (Lurs) et au fait que les accusés Dominici eurent le soutien du Parti communiste[37]. Jean-Charles Deniau et Madeleine Sultan dans le livre Dominici : c'était une affaire de famille (2004), attestent que ce jeu de mots fut inscrit sur les « murs de Lurs et des environs » par des « plaisantins », mais qu'il « ne reflète pas totalement la réalité, bien que l'influence du Parti communiste soit importante dans la région »[38].